# Gémozac
Gémozac (prononcé [ʒe.mo.zak]) est une commune du Sud-Ouest de la France, située dans le département de la Charente-Maritime (région Nouvelle-Aquitaine). Ses habitants sont appelés les Gémozacais et les Gémozacaises.
Située au cœur de la champagne saintongeaise, entre le Royannais et la Haute-Saintonge, mais subissant fortement l'influence urbaine de Saintes, cette petite cité de plus de 3 000 habitants est à la fois un centre-relais à vocation agricole et viticole et un centre résidentiel concentrant un certain nombre de services. Gémozac tire l'essentiel de son essor de par sa proximité relative des villes de Saintes et de Royan, toutes deux situées à environ 25 kilomètres.
Comme un certain nombre de communes des environs, Gémozac a été transformée par le phénomène de périurbanisation, qui voit de nombreux citadins s'installer en périphérie des grandes villes, à la recherche d'une plus grande qualité de vie. Ce phénomène s’est traduit par la construction de lotissements et un accroissement régulier de la population communale, dans un arrière-pays longtemps marqué par une certaine déprise démographique.
Ancien chef-lieu du canton de Gémozac, la ville dépend depuis 2015 du canton de Saintonge Estuaire, qui regroupe également l’ancien canton de Cozes, et dont le bureau centralisateur a été fixé à Meschers-sur-Gironde. Gémozac est le siège de la communauté de communes de Gémozac et de la Saintonge Viticole, structure intercommunale forte de 13 559 habitants en 2011.

## Géographie

### Présentation
La commune de Gémozac se situe dans le sud du département de la Charente-Maritime, en région Nouvelle-Aquitaine, dans l'ancienne province de Saintonge.
Elle appartient géographiquement au Midi atlantique
, au cœur de l'arc atlantique, étant rattachée au Grand Sud-Ouest français.
Cet ancien chef-lieu de canton est situé au sud de l'arrondissement de Saintes, à 22 km au sud-sud-ouest de Saintes, à 10 km à l'ouest de Pons et à 30 km à l'est de Royan.
Gémozac occupe un site de carrefour géographique qui le met au contact du pays de Bois saintongeais et de la Haute-Saintonge.
Depuis ses origines antiques, Gémozac occupe une position de carrefour géographique entre l'arrière-pays saintongeais et la côte girondine, et entre les terroirs agricoles de la Saintonge viticole et de la Haute Saintonge.
Cette petite cité rurale et viticole fait partie de la vallée moyenne de la Seudre et tire son nom de la Gémoze, petit affluent de rive droite de la Seudre qui naît à l’est de la commune, au lieu-dit les Parpaillons, et qui rejoint la Seudre, en aval du village de Chadeniers, lequel, par son nom, évoque un petit pont édifié au haut Moyen Âge sur le fleuve.
Dès l'époque gallo-romaine, Gémozac est traversée par une antique voie gallo-romaine reliant Mediolanum Santonum, l’antique Saintes, à l’estuaire de la Gironde, puis est devenu un carrefour de voies secondaires à l’époque médiévale, à l’intersection des routes de Saintes à Mortagne-sur-Gironde et de Pons à Royan.
Aujourd'hui, ces axes routiers ont pris de l'importance avec le développement des relations interurbaines et du trafic généré par le tourisme et le passage de l'autoroute A10, en 1981, avec la mise en place d’un échangeur autoroutier situé à 7 km à l'est de la ville.
La route départementale 6 constitue un axe routier nord-sud qui relie Saintes à Mortagne-sur-Gironde en passant par le centre-ville de Gémozac. C'est une route très fréquentée qui relie directement Gémozac à la capitale de la Saintonge, avec laquelle les échanges se sont fortement accrus, notamment en raison des déplacements pendulaires en direction de Saintes.
L'axe routier est-ouest est la D 732 qui relie Cognac à Royan via Pons, Gémozac et Cozes. Depuis la mise en place de l'échangeur autoroutier en 1981, cet axe routier est devenu de plus en plus fréquenté et a nécessité le contournement routier de Gémozac par le nord et l'est au moyen d'une rocade construite dans les années 1990.
Enfin, la voie ferrée, construite en 1875, reliant Pons à Royan, a cessé tout trafic de voyageurs depuis 1939. Le tronçon ferroviaire entre Pons et Gémozac a été démantelé, seule subsiste la voie ferrée entre Gémozac et Saujon, exclusivement réservée au trafic des marchandises, surtout celui des céréales.

### Caractéristiques géophysiques
La commune de Gémozac se caractérise par un territoire moyennement élevé, étant située au cœur du plateau de la Saintonge. Son relief est peu accusé, bien que cette commune soit caractérisée par deux sites géographiques nettement différenciés, en raison de la nature des sols et de la qualité des terrains. Le site de la vallée moyenne de la Seudre, à l'ouest de Gémozac, contraste assez nettement avec le reste de la commune qui occupe un site de bas plateau, ce dernier correspondant aux extrémités orientales du plateau des Bois saintongeais.
Ceci donne une altimétrie moyenne de l’ordre de 33 mètres pour l'ensemble de la commune, s’inscrivant entre deux valeurs extrêmes – minimum : 17 m et maximum : 48 m.
- L’altitude minimale de 17 m est relevée dans la vallée moyenne de la Seudre, notamment dans la zone des cultures maraîchères autour du village de Chadeniers, à l’ouest de la commune et du bourg de Gémozac.
- Quant à l’altitude maximale, qui est de 48 m, celle-ci est signalée au nord-est de la commune, vers le site du château de La Salle, correspondant à la partie occidentale de la forêt de Pons, partie ici fort anciennement défrichée et occupée aujourd’hui par des vignes qui se prolongent à perte de vue sur la commune voisine de Villars-en-Pons.
- À l’est de la vallée de la Seudre, qui forme ici une légère dépression alluviale, le relief se relève un peu et forme un plateau au relief à peine ondulé et aux altitudes comprises généralement entre 35 et 45 m. Sur ce plateau prédomine largement la culture de la vigne, notamment au sud du bourg de Gémozac.
- Au sud de la commune, l’altimétrie moyenne du plateau ne descend jamais au-dessous des 35 m (36 m au site planté de vignes près du hameau les Elies, sud-ouest de la commune, et 40 m en limite des communes de Givrezac et de Tanzac, tout à l’est et au sud-est de la commune).
- C’est au milieu de ce plateau à peine vallonné que le site original de Gémozac a été développé. Situé aux abords d’un petit vallon, où coule la Gémoze, modeste ruisseau qui rejoint la Seudre sur sa rive droite en aval du village de Chadeniers, le bourg de Gémozac occupe donc le site d’une petite butte, étant situé à 38 m d'altitude (site de la mairie et de l’église).

### Communes limitrophes
Gémozac est une des communes les plus étendues du canton de Saintonge Estuaire avec une superficie totale de 31,93 km2.
En raison de l'étendue de son finage communal, Gémozac est limitrophe de dix communes, dont sept appartiennent à son canton et les trois autres au canton de Saint-Genis-de-Saintonge, ce dernier faisant partie de l'arrondissement de Jonzac.

### Villages, hameaux et lieux-dits de la commune
La commune de Gémozac dispose d'un finage communal particulièrement étendu avec une surface totale de 3 193 hectares, ce qui en fait la quatrième commune de l'arrondissement de Saintes, se situant après Saintes (45,55 km2), Sainte-Gemme (40,91 km2) et Saint-Romain-de-Benet (32,78 km2). Elle fait partie des 27 communes de la Charente-Maritime dont la superficie communale est supérieure à 30 km2, se classant ainsi au 23e rang départemental, loin cependant de Marans (82,49 km2) et de La Tremblade (69,13 km2) qui disposent de finages trois fois plus étendus que celui de Gémozac.
Gémozac est le chef-lieu d’une commune faiblement boisée où 271 hectares sont constitués de bois de feuillus. Ces bois sont des résidus de deux forêts anciennement défrichées et qui appartiennent toutes à des propriétaires privés. Ces bois sont issus de la forêt de Pons à l'est et au nord-est de la commune, et de la vaste forêt de La Lande au sud.
Une cinquantaine de villages, hameaux et écarts constituent son finage communal. Les plus gros villages sont ceux de Chadeniers, à l'ouest de Gémozac, de Choblet et de Saint-Caprais au sud du bourg. Le village de Chadeniers fut un important village, constituant jusqu'au XVIIIe siècle une ancienne paroisse avec son église, aujourd'hui disparue. Il a été inséré dans la paroisse de Gémozac au XVIIIe siècle qui devint le centre principal de la région.
Tous les hameaux et lieux-dits sont issus de deux grandes périodes de défrichement des forêts.
Les écarts et autres lieux-dits sont issus majoritairement de la grande période médiévale des défrichements intensifs de la forêt de La Lande et sont signalés par un toponyme d'origine forestière (le Breuil, la Foy, Chenet) ou précédés le plus souvent d'un article (les Brandes, le Coq, les Chassières, les Elies, le Maine-Plat, les Maisonnettes, les Maisons Neuves, la Mer, les Grands Pasteurs, les Petits Pasteurs, le Rocher des Aires, la Salle, la Tournerie...).
Quant aux lieux-dits précédés du préfixe « chez », ils résultent de la période des défrichements plus tardifs, généralement à partir du XVIIe siècle. Ils sont situés au nord et à l'ouest de Gémozac (Chez Charrier, Chez Chobelet, Chez Combaud, Chez Favreau, Chez Fouché...).
Avec l'expansion urbaine de Gémozac, le bourg a aggloméré progressivement des lieux-dits dont ceux des Parpaillons et de la Foy à l'est, sur la route de Pons, et au nord-est dans l'espace compris entre la rocade et la gare ferroviaire de marchandises (les Grands Champs) et au nord (quartier de l'Hippodrome de la Pérauderie), ainsi qu'à l'ouest, le long de la route de Royan.

### Climat
Le climat est de type océanique : la pluviométrie est relativement élevée en automne et en hiver et les hivers sont doux. L'été reste tempéré grâce à la brise marine. Deux vents venant de l'océan, le noroît et le suroît, soufflent sur les côtes du département. L'ensoleillement de la côte charentaise est très important : avec 2 250 heures par an, il est comparable à celui que connaît une partie de la côte méditerranéenne.
Les relevés de la station météorologique de La Rochelle entre 1946 et 2000 permettent de déterminer quelques dates majeures au point de vue climatique en Charente-Maritime : ainsi, au cours de cette période, la température la plus froide est relevée le 15 février 1956 : -13,6 °C.
Un pic de température (dépassé seulement au cours de la canicule de 2003) est atteint le 8 juillet 1982 avec près de 39 °C à l'ombre.
Si 1953 est considérée comme l'année la plus sèche, 2000 est au contraire la plus pluvieuse.
La Charente-Maritime est le département français qui a été le plus durement touché par la tempête Martin du 27 décembre 1999. Les records nationaux de vents enregistrés ont été atteints avec 198 km/h sur l'île d'Oléron et 194 km/h à Royan.

#### Données générales
| Ville             | Ensoleillement · (h/an) | Pluie · (mm/an) | Neige · (j/an) | Orage · (j/an) | Brouillard · (j/an) |
| ----------------- | ----------------------- | --------------- | -------------- | -------------- | ------------------- |
| Médiane nationale | 1 852                   | 835             | 16             | 25             | 50                  |
| Gémozac           | 2250                    | 755             | 4              | 13             | 26                  |
| Paris             | 1 717                   | 634             | 13             | 20             | 26                  |
| Nice              | 2 760                   | 791             | 1              | 28             | 2                   |
| Strasbourg        | 1 747                   | 636             | 26             | 28             | 69                  |
| Brest             | 1 555                   | 1 230           | 6              | 12             | 78                  |
| Bordeaux          | 2 070                   | 987             | 3              | 32             | 78                  |

| Mois                              | jan. | fév. | mars | avril | mai  | juin | jui. | août | sep. | oct. | nov. | déc. | année |
| --------------------------------- | ---- | ---- | ---- | ----- | ---- | ---- | ---- | ---- | ---- | ---- | ---- | ---- | ----- |
| Température minimale moyenne (°C) | 3,4  | 2,8  | 5,4  | 7,4   | 10,7 | 13,7 | 15,8 | 15,7 | 13,7 | 10,5 | 6,3  | 3,9  | 9,2   |
| Température moyenne (°C)          | 5,9  | 6,9  | 8,7  | 11,1  | 14,3 | 17,5 | 19,8 | 19,6 | 17,8 | 14,2 | 9,4  | 6,6  | 12,7  |
| Température maximale moyenne (°C) | 8,5  | 9,9  | 12,1 | 14,7  | 17,9 | 21,3 | 23,8 | 23,5 | 21,8 | 18   | 12,6 | 9,2  | 16,1  |
| Ensoleillement (h)                | 84   | 111  | 174  | 212   | 239  | 272  | 305  | 277  | 218  | 167  | 107  | 85   | 2 250 |
| Précipitations (mm)               | 82,5 | 66,1 | 57   | 52,7  | 61,1 | 42,9 | 35,1 | 46,4 | 56,5 | 81,6 | 91,8 | 81,8 | 755,3 |

## Urbanisme

### Typologie
Au 1er janvier 2024, Gémozac est catégorisée commune rurale à habitat dispersé, selon la nouvelle grille communale de densité à 7 niveaux définie par l'Insee en 2022.
Elle est située hors unité urbaine et hors attraction des villes,.

### Occupation des sols
L'occupation des sols de la commune, telle qu'elle ressort de la base de données européenne d’occupation biophysique des sols Corine Land Cover (CLC), est marquée par l'importance des territoires agricoles (86 % en 2018), en diminution par rapport à 1990 (87,3 %). La répartition détaillée en 2018 est la suivante : terres arables (48,2 %), zones agricoles hétérogènes (27 %), cultures permanentes (10,8 %), zones urbanisées (7,1 %), forêts (6,9 %). L'évolution de l’occupation des sols de la commune et de ses infrastructures peut être observée sur les différentes représentations cartographiques du territoire : la carte de Cassini (XVIIIe siècle), la carte d'état-major (1820-1866) et les cartes ou photos aériennes de l'IGN pour la période actuelle (1950 à aujourd'hui).

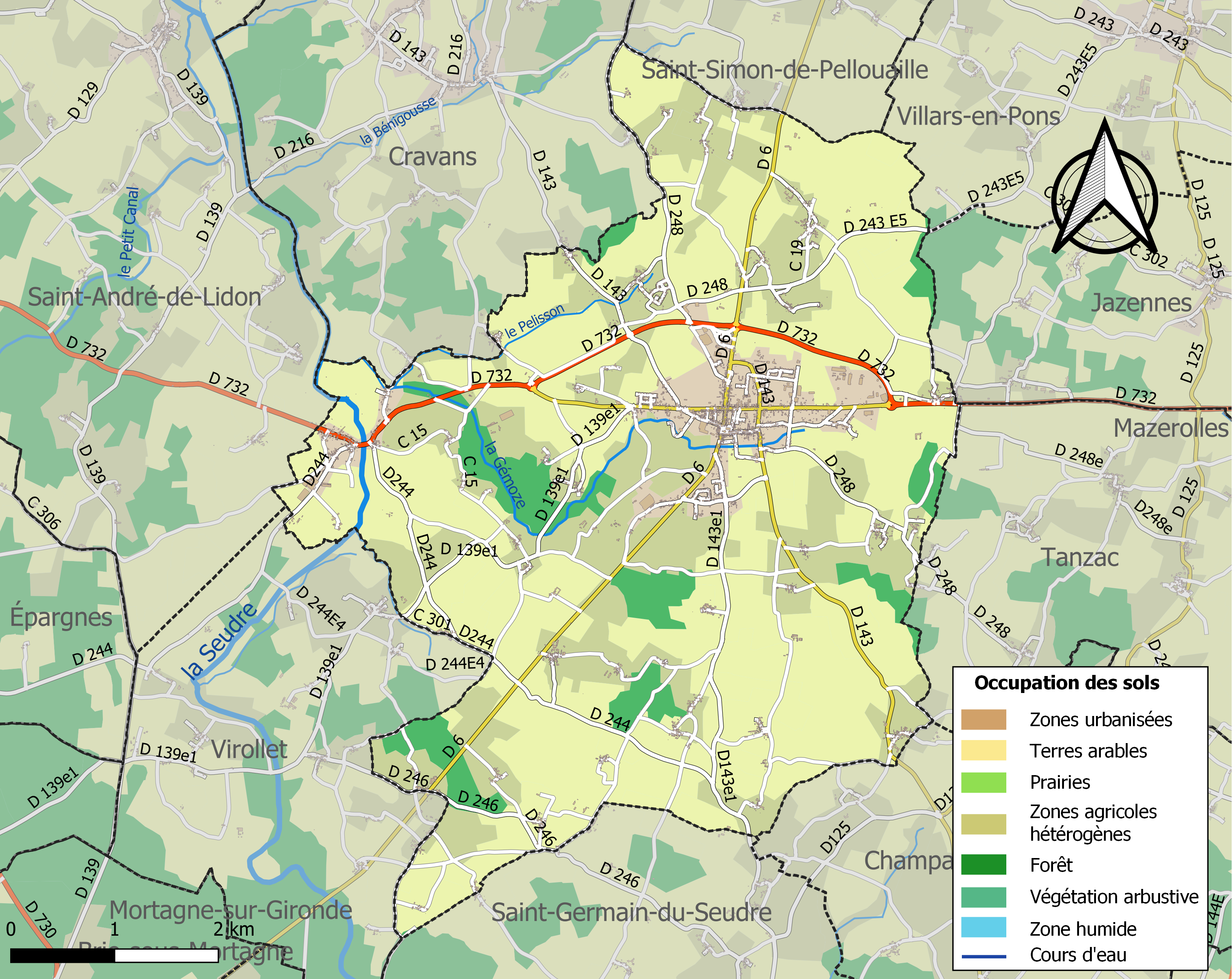
Carte des infrastructures et de l'occupation des sols de la commune en 2018 (CLC).

### Risques majeurs
Le territoire de la commune de Gémozac est vulnérable à différents aléas naturels : météorologiques (tempête, orage, neige, grand froid, canicule ou sécheresse), inondations, feux de forêts, mouvements de terrains et séisme (sismicité faible). Il est également exposé à un risque technologique,  le transport de matières dangereuses. Un site publié par le BRGM permet d'évaluer simplement et rapidement les risques d'un bien localisé soit par son adresse soit par le numéro de sa parcelle.

#### Risques naturels
Certaines parties du territoire communal sont susceptibles d’être affectées par le risque d’inondation par débordement de cours d'eau, notamment la Seudre. La commune a été reconnue en état de catastrophe naturelle au titre des dommages causés par les inondations et coulées de boue survenues en 1982, 1999 et 2010,.
Gémozac est exposée au risque de feu de forêt, un massif classé à risque dans le plan départemental de protection des forêts contre les incendies (PDPFCI), élaboré pour la période 2017-2026 et qui fait suite à un plan 2007-2016. Les mesures individuelles de prévention contre les incendies sont précisées par divers arrêtés préfectoraux et s’appliquent dans les zones exposées aux incendies de forêt et à moins de 200 mètres de celles-ci. L’article L.131-1 du code forestier et l’arrêté du 2 décembre 2020 règlementent l'emploi du feu en interdisant notamment d’apporter du feu, de fumer et de jeter des mégots de cigarette dans les espaces sensibles et sur les voies qui les traversent sous peine de sanctions. Un autre arrêté du 2 décembre 2020 rend le débroussaillement obligatoire, incombant au propriétaire ou ayant droit,,,.

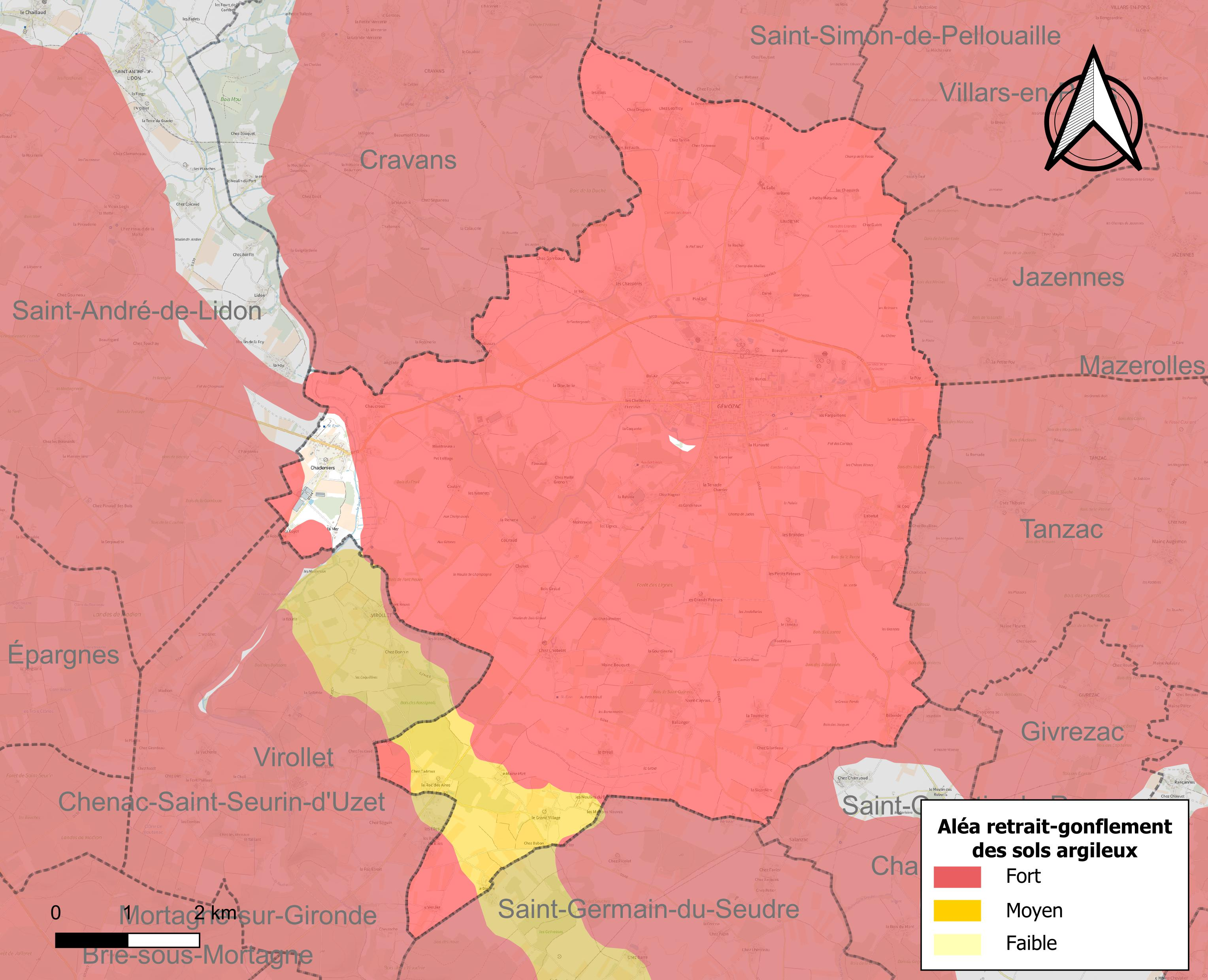
Carte des zones d'aléa retrait-gonflement des sols argileux de Gémozac.

Les mouvements de terrains susceptibles de se produire sur la commune sont des tassements différentiels.
Le retrait-gonflement des sols argileux est susceptible d'engendrer des dommages importants aux bâtiments en cas d’alternance de périodes de sécheresse et de pluie. 98,1 % de la superficie communale est en aléa moyen ou fort (54,2 % au niveau départemental et 48,5 % au niveau national). Sur les 1 503 bâtiments dénombrés sur la commune en 2019,  1 426 sont en aléa moyen ou fort, soit 95 %, à comparer aux 57 % au niveau départemental et 54 % au niveau national. Une cartographie de l'exposition du territoire national au retrait gonflement des sols argileux est disponible sur le site du BRGM,.
Par ailleurs, afin de mieux appréhender le risque d’affaissement de terrain, l'inventaire national des cavités souterraines permet de localiser celles situées sur la commune.
Concernant les mouvements de terrains, la commune a été reconnue en état de catastrophe naturelle au titre des dommages causés par la sécheresse en 2003, 2005, 2009 et 2011 et par des mouvements de terrain en 1999 et 2010.

#### Risques technologiques
Le risque de transport de matières dangereuses sur la commune est lié à sa traversée par une ou des infrastructures routières ou ferroviaires importantes ou la présence d'une canalisation de transport d'hydrocarbures. Un accident se produisant sur de telles infrastructures est susceptible d’avoir des effets graves sur les biens, les personnes ou l'environnement, selon la nature du matériau transporté. Des dispositions d’urbanisme peuvent être préconisées en conséquence.

## Population et société

### Démographie

#### Évolution démographique
L'évolution du nombre d'habitants est connue à travers les recensements de la population effectués dans la commune depuis 1793. Pour les communes de moins de 10 000 habitants, une enquête de recensement portant sur toute la population est réalisée tous les cinq ans, les populations de référence des années intermédiaires étant quant à elles estimées par interpolation ou extrapolation. Pour la commune, le premier recensement exhaustif entrant dans le cadre du nouveau dispositif a été réalisé en 2006.

En 2022, la commune comptait 3 033 habitants, en évolution de +6,68 % par rapport à 2016 (Charente-Maritime : +4,04 %, France hors Mayotte : +2,11 %).
| 1793  | 1800  | 1806  | 1821  | 1831  | 1836  | 1841  | 1846  | 1851  |
| ----- | ----- | ----- | ----- | ----- | ----- | ----- | ----- | ----- |
| 2 164 | 2 403 | 2 303 | 2 461 | 2 590 | 2 607 | 2 610 | 2 663 | 2 675 |

| 1856  | 1861  | 1866  | 1872  | 1876  | 1881  | 1886  | 1891  | 1896  |
| ----- | ----- | ----- | ----- | ----- | ----- | ----- | ----- | ----- |
| 2 626 | 2 787 | 2 792 | 2 598 | 2 709 | 2 693 | 2 578 | 2 503 | 2 506 |

| 1901  | 1906  | 1911  | 1921  | 1926  | 1931  | 1936  | 1946  | 1954  |
| ----- | ----- | ----- | ----- | ----- | ----- | ----- | ----- | ----- |
| 2 625 | 2 614 | 2 621 | 2 368 | 2 444 | 2 378 | 2 358 | 2 333 | 2 152 |

| 1962  | 1968  | 1975  | 1982  | 1990  | 1999  | 2006  | 2011  | 2016  |
| ----- | ----- | ----- | ----- | ----- | ----- | ----- | ----- | ----- |
| 2 194 | 2 236 | 2 388 | 2 381 | 2 333 | 2 352 | 2 527 | 2 791 | 2 843 |

| 2021  | 2022  | - | - | - | - | - | - | - |
| ----- | ----- | - | - | - | - | - | - | - |
| 2 989 | 3 033 | - | - | - | - | - | - | - |

#### Pyramide des âges
La population de la commune est relativement âgée.
En 2018, le taux de personnes d'un âge inférieur à 30 ans s'élève à 26,3 %, soit en dessous de la moyenne départementale (29 %). À l'inverse, le taux de personnes d'âge supérieur à 60 ans est de 38,2 % la même année, alors qu'il est de 34,9 % au niveau départemental.
En 2018, la commune comptait 1 352 hommes pour 1 496 femmes, soit un taux de 52,53 % de femmes, légèrement supérieur au taux départemental (52,15 %).
Les pyramides des âges de la commune et du département s'établissent comme suit.
| Hommes | Classe d’âge | Femmes |
| ------ | ------------ | ------ |
| 1,0    | 90 ou +      | 2,8    |
| 11,3   | 75-89 ans    | 12,5   |
| 24,4   | 60-74 ans    | 24,1   |
| 19,7   | 45-59 ans    | 19,2   |
| 16,4   | 30-44 ans    | 15,7   |
| 11,6   | 15-29 ans    | 11,4   |
| 15,6   | 0-14 ans     | 14,1   |

| Hommes | Classe d’âge | Femmes |
| ------ | ------------ | ------ |
| 1,1    | 90 ou +      | 2,6    |
| 10,1   | 75-89 ans    | 12,6   |
| 22     | 60-74 ans    | 23,2   |
| 20,1   | 45-59 ans    | 19,7   |
| 16,1   | 30-44 ans    | 15,6   |
| 15,2   | 15-29 ans    | 12,7   |
| 15,4   | 0-14 ans     | 13,6   |

#### Une remarquable stagnation démographique
La courbe démographique indique que la commune est demeurée dans une relative stabilité démographique pendant les deux derniers siècles, le maximum démographique qu'elle avait atteint en 1866 n'a été dépassé qu'en 2016.
Cependant, la commune affiche une forte croissance démographique entre 1999 et 2007 (+ 219 habitants, soit + 9,3 %), ce qui en fait une commune attractive, contribuant largement au dynamisme régional dans le pays de Saintonge romane.
Si la population s’est beaucoup accrue, elle vieillit également et la commune abrite une maison de retraite médicalisée privée, de statut EHPAD, disposant de 51 lits dont dix lits pour l’unité Alzheimer.

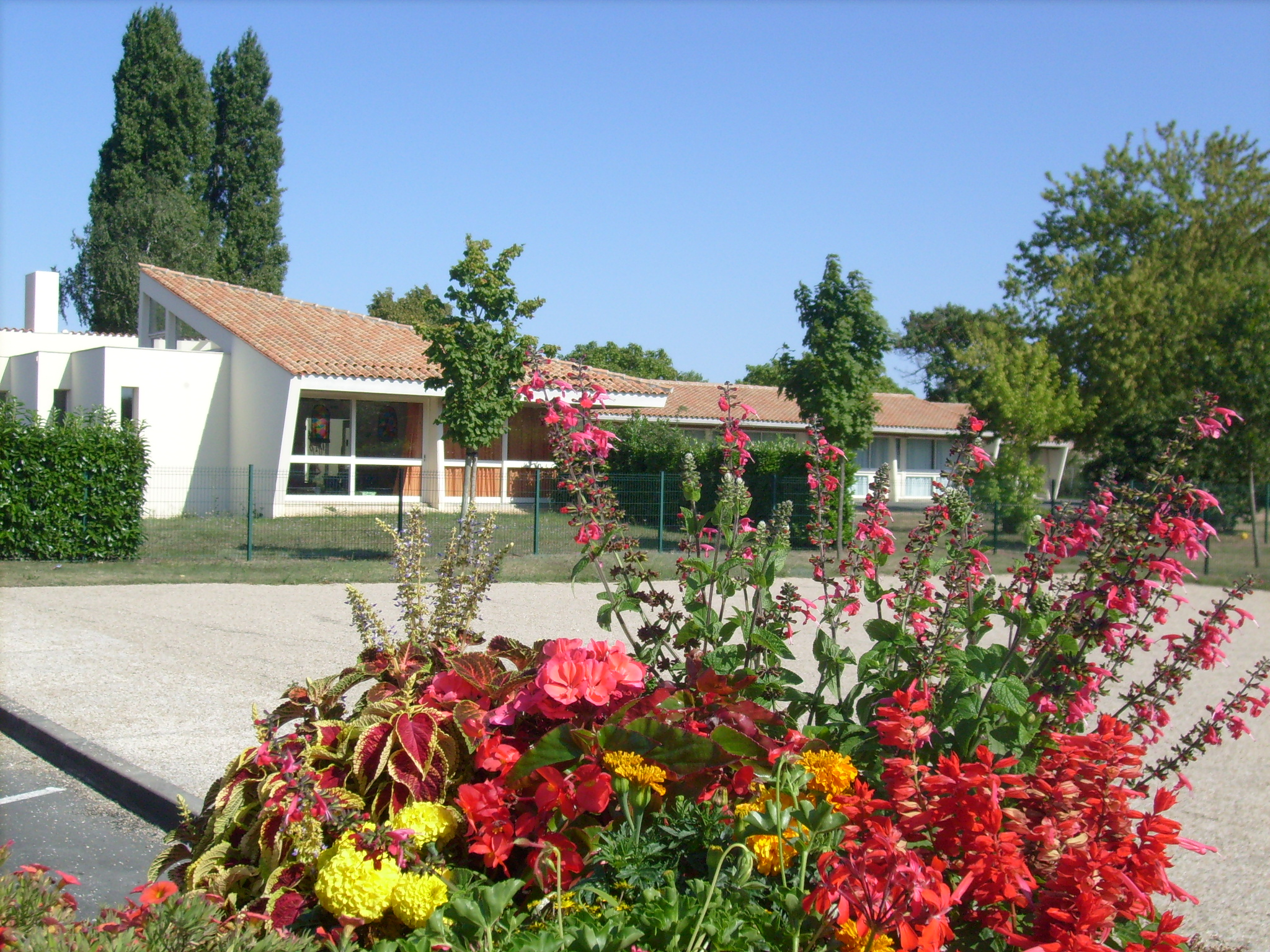
L'école primaire de Gémozac.

Mais son essor démographique lui a permis de voir aussi sa population rajeunir et la ville dispose d’une école maternelle et primaire et d’un collège relevant tous de l’enseignement public.
C’est surtout le centre-bourg qui s’est beaucoup agrandi depuis les années soixante et soixante-dix, avec l’édification de zones résidentielles, principalement en direction de Cozes, sur la route de Royan.
Puis, à partir des années quatre-vingt-dix, Gémozac a connu une mutation importante de son espace communal. La construction de la rocade sur la route de Pons à Royan a été rendue nécessaire à cause de l’augmentation du trafic routier, généré également par le passage de l’autoroute A10 et d’un échangeur autoroutier situé à 7 km à l’est de la ville. Cette rocade urbaine contourne la ville au nord, et a permis l’aménagement d’une vaste zone d’activités commerciales avec notamment l’implantation d’un grand supermarché.
À l’est de la ville, entre la rocade et le nouveau secteur du château d’eau, de nouveaux lotissements résidentiels se sont développés et des entreprises se sont implantées le long de la route de Pons. La zone d’activités des Grands Champs, comprise entre la route de Pons et la rocade, dans le secteur de la gare de marchandises, abrite les grands silos à grains des entreprises Soufflet Atlantique, Isidore et de la coopérative Syntéan ainsi que de vastes entrepôts de la distillerie. C'est un secteur de la ville qui est particulièrement avenant.

#### Une zone rurbaine Pons-Gémozac
Gémozac est située dans l’aire d’influence urbaine de Saintes, même si les services officiels de l'INSEE ne les ont pas encore classés dans l'aire urbaine de Saintes.
Pons y exerce également son rayonnement urbain et un rapprochement entre les deux villes se met naturellement et progressivement en place par l’importance des relations interurbaines.
En effet, les échanges entre Pons et Gémozac, qui sont anciennement établis, se sont beaucoup amplifiés durant ces deux dernières décennies. En 1981, le passage de l’autoroute A10 et la mise en place de l’échangeur autoroutier ont grandement favorisé les relations interurbaines entre les deux villes, suscitant de plus l’amélioration de la route départementale entre Pons et Gémozac. Mais depuis que Pons a aménagé une nouvelle zone commerciale avec centre commercial et galerie marchande sur la route de Gémozac, au-delà de la rocade urbaine de la RD 137, les échanges commerciaux entre les deux villes ont beaucoup progressé.
De plus, le développement des villages situés entre les deux villes, comme Jazennes, Tanzac, Mazerolles ou Villars-en-Pons, où se sont multipliés de nombreux lotissements résidentiels, a fortement contribué à accroître les échanges interurbains entre Pons et Gémozac. Les contours d'une zone rurbaine de plus de 12 000 habitants se dessinent progressivement, caractérisée par une expansion démographique remarquable depuis 1990, et qui s’affirme avec le nouveau siècle.

## Économie
Gémozac est un petit centre de services administratifs encore bien diversifiés (bureau de La Poste et de son service cantonal de distribution de courrier, Trésor public, recette locale des Douanes, office notarial, brigade de la Gendarmerie nationale, Centre de secours du SDIS, école primaire et collège publics, centre médico-social de la DSD, annexe des services de l'Équipement).
Des services bancaires (Crédit agricole, Crédit mutuel et Caisse d’épargne) sont également présents ainsi que des guichets de mutuelle d'assurances.

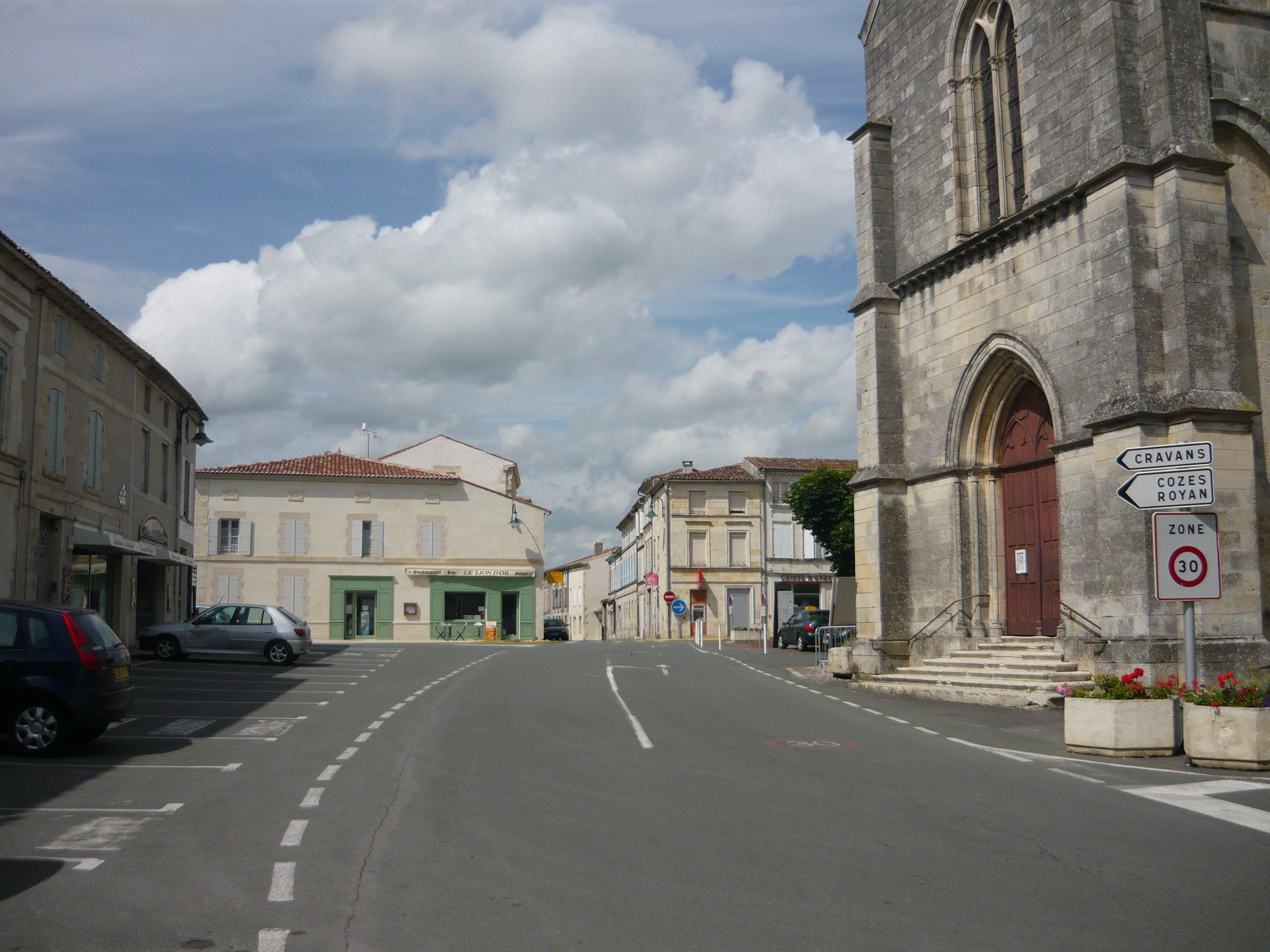
Le centre-ville de Gémozac.

Gémozac ajoute depuis 1995 la fonction de siège administratif de la Communauté de communes du canton de Gémozac et de la Saintonge Viticole, qui regroupe 15 communes (12 147 habitants en 2007 répartis sur 251 km2), soit l'ensemble du canton à l'exception d'une commune. En fait, celle-ci subit l’influence grandissante de Saintes et a été l’objet d’un projet de rapprochement avec la communauté de communes du Pays Santon pour y former une communauté d’agglomération. Ce projet a été abandonné mais de nombreuses voix s’élèvent pour qu’il aboutisse.
Cependant, Gémozac est aussi très proche de Pons qui n’est distante que d’une dizaine de kilomètres et entretient avec cette dernière des relations d’interdépendance sur bien des domaines comme sur le plan médical (médecine du travail, laboratoire d’analyses médicales implantés à Pons), de l’enseignement (lycée de Pons, formation professionnelle pour adultes avec le Greta de Saintonge à Pons) ou encore pour les relations commerciales (Intermarché et Centre Leclerc à Pons), pour les déplacements en train (gare SNCF à Pons) ou pour le service des eaux (RESE de Pons). Ces deux villes pourraient faire également l’objet d’un rapprochement intercommunautaire et les deux communautés de communes pourraient alors rassembler plus de 20 000 habitants, ce qui les placerait parmi les dix premières du département.
Dans l’immédiat, Gémozac exerce sur sa campagne environnante un poids économique important. Elle est, avant tout, un gros centre de production viticole ainsi que de services agricoles, dont les activités rayonnent au cœur de la Saintonge viticole et, pour certaines d’entre elles, bien au-delà des limites du département. Cette petite ville tire donc sa richesse des productions agricoles locales.

Zone de production du cognac et du pineau. Gémozac qui est située dans les Bons Bois est au cœur du canton le plus viticole de Charente-Maritime.

Gémozac doit en grande partie sa prospérité à la vigne où, longtemps, la production des raisins blancs eurent une certaine renommée et furent destinés à la distillation des eaux de vie. D’ailleurs, la présence d’eaux et de forêts abondantes facilitèrent grandement l’installation des distilleries d’eaux de vie de cognac.
La ville demeure toujours une active commune viticole, avec 635 ha de vignes plantés dans son finage communal, vignes correspondant à l’appellation des bons bois. Elle est d’ailleurs l’une des communes qui possède l’un des vignobles les plus étendus du département, ce qui en fait un gros centre de production viticole. De plus, la commune est située au cœur d’un canton qui possède le plus grand vignoble du département.
La distillation des eaux de vie de Cognac s’est maintenue à Gémozac, malgré la crise du phylloxéra en 1875, puis les crises successives de mévente du cognac au XXe siècle ; c’est une activité très anciennement implantée dans la ville mais qui, paradoxalement, n’a jamais été à l’origine d’une grande entreprise. Il s’agit d’entreprises de dimension plutôt régionale (Adis France S.A ; Ets Yon & Cie). Quant aux établissements Isidore S.A, une des plus anciennes maisons de négoce de Gémozac fondée en 1926, ceux-ci ont abandonné la distillation des eaux de vie lors de la crise de mévente du cognac dans le courant des années 1990, alors que c’est cette activité qui est à l’origine de sa fondation.
La vigne a plutôt favorisé le négoce des eaux de vie de cognac, représenté par deux anciennes maisons, la maison Isidore, mentionnée plus avant, et la maison Latreuille. Celles-ci se sont non seulement maintenues dans l’expédition des eaux de vie de cognac, malgré le contexte très concurrentiel du cognac, mais elles ont aussi su diversifier leurs activités par la commercialisation du pineau et des vins de pays (Isidore SA, 50 emplois ; Latreuille, 18 emplois). La maison Latreuille est restée attachée à sa fonction de négoce des eaux de vie tout en devenant un grossiste en spiritueux et a modernisé ses activités, en implantant notamment ses cuves dans la nouvelle zone d’activités, aménagée le long de la nouvelle rocade urbaine et de la route de Saintes, la zone commerciale de Pied Sec qui s'étend sur une surface de 6 ha.
Située dans le cours amont de la vallée de la Seudre, la commune de Gémozac est avec les communes maraîchères de Virollet et de Saint-Germain-du-Seudre, un gros centre de cultures maraîchères qui alimentent les marchés urbains des grandes villes environnantes comme Saintes, Cognac et Royan. L'ESAT du Domaine de Bernessard qui s’étend sur 70 hectares a été ouvert en 2001. Il emploie une vingtaine de travailleurs handicapés, encadrés par 6 salariés, qui s’adonnent à la culture biologique et maraîchère. La commune est également avec son annexe de Chadeniers un gros centre de pépinières viticoles qui approvisionnent en plants de vignes tous cépages les viticulteurs de sa région.
Située dans une région qui a beaucoup favorisé la céréaliculture au profit de l’élevage, la ville est devenue un important centre de négoce des grains et de fourrages.

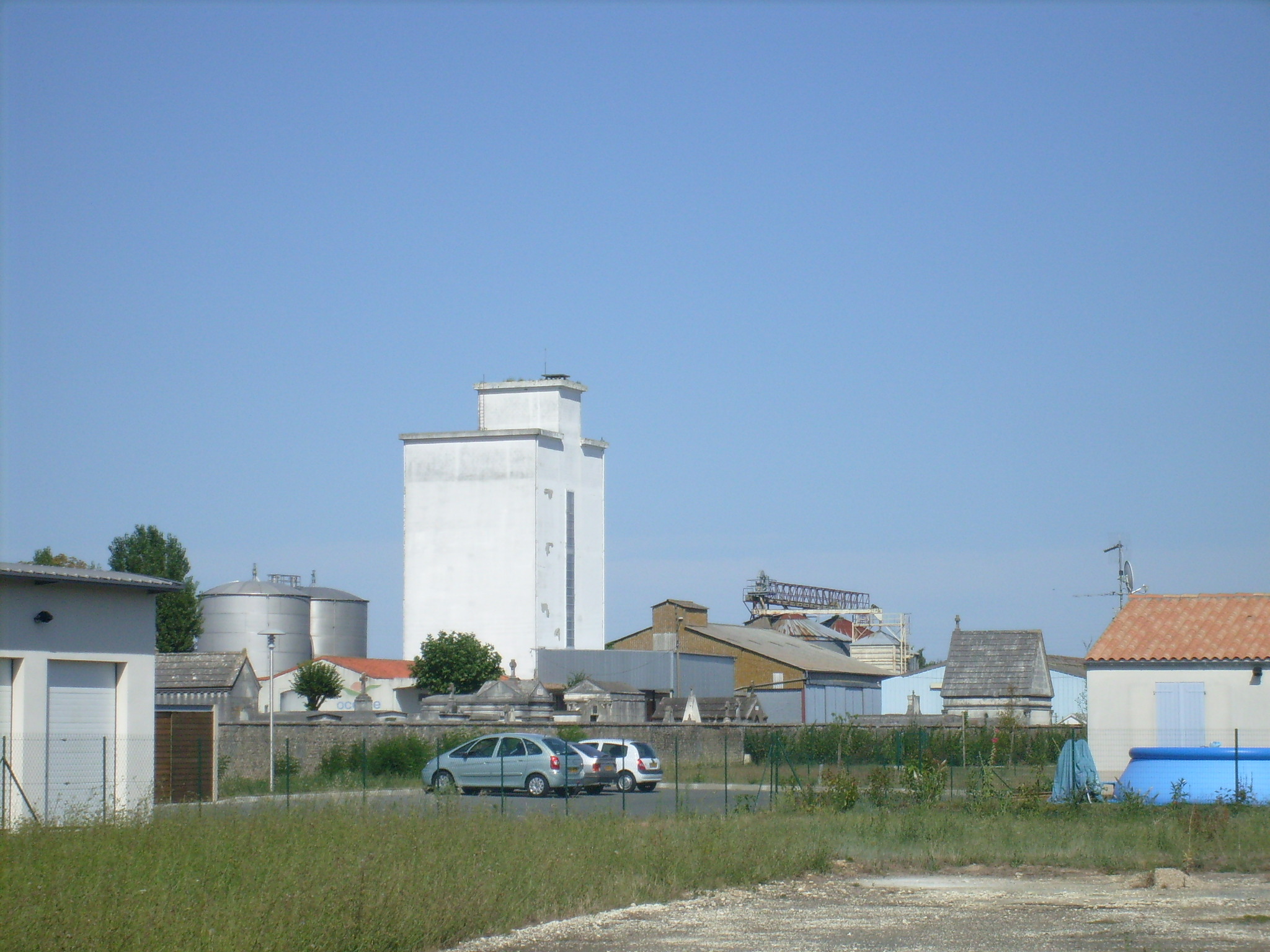
Les silos de Gémozac font de cette petite ville un important centre d'expédition céréalière.

Trois importantes entreprises spécialisées dans l'agro-alimentaire se sont développées de longue date à Gémozac, notamment le groupe Soufflet Atlantique S. À qui a implanté ses imposants silos dans le secteur de la gare (30 emplois). De même, la grosse Coopérative agricole Syntéane expédie ses céréales par voie ferrée depuis son magasin de stockage, l'un de ses 39 sites d'implantation en Charente-Maritime. Les établissements Isidore ont diversifié leurs activités de négoce et se sont lancés aussi dans l’expédition des céréales en implantant un silo dans la zone des Grands Champs.
Ce trafic important a permis le maintien d’un transit ferroviaire notable entre Gémozac et Saujon, cette dernière étant devenue un très gros centre ferroviaire d'expédition de céréales de la région.
Cette activité céréalière avait été à l’origine du développement d’une petite entreprise de construction métallique, spécialisée dans la construction de silos à grains (SMES, 20 emplois). Cet établissement industriel a été déplacé dans de nouveaux bâtiments dans la ville voisine de Pons, en bordure de l'échangeur autoroutier de l'A.10, à la fin de l'année 2008.
La ville sert également de plate-forme de redistribution des produits phytosanitaires et des engrais au sein de son canton, opérée par les entreprises locales de négoces agricoles. Gémozac s’est également spécialisée dans la production et la vente en gros de graines et de semences, contrôlée par des entreprises de négoce anciennement installées (Établissements Isidore, Volette, Picoulet).
Implantée au cœur d’une région où les activités agricoles sont encore importantes, Gémozac a développé ses services techniques auprès des agriculteurs avec la vente et l’entretien de matériel agricole et viticole (Ets Ouvrard Charentes, 25 emplois). Cette importante entreprise, anciennement installée à Gémozac, a développé deux autres établissements, l’un à Meux, près de Jonzac, et l’autre à Gensac-la-Pallue, dans les environs de Cognac. La ville abrite en fait le siège social de Ouvrard-Groupe qui emploie 340 personnes, et dont les activités sont réparties en 20 agences dans tout le Centre-Ouest de la France. Cette entreprise, qui s'est spécialisée dans le SAV et la vente du matériel et des pièces agricoles, est devenue le leader dans sa profession en France.
En outre, depuis une décennie, l’activité connexe du bâtiment a beaucoup prospéré, représentée par près d’une dizaine d’ateliers de menuiserie et de charpenterie qui travaillent le bois. Des entreprises de services dont une de nettoyage urbain (Chevalier, 30 sal.), une imprimerie se sont établies dans différents lieux de la ville. Une entreprise de récupération de métaux (Gravière et Giraud), entreprise familiale depuis plusieurs générations, située à 5 minutes de la sortie d’autoroute de Pons, assure des livraisons et des prestations sur un rayon d’action de trente kilomètres autour de Gémozac (Saintes, Saujon, Cognac, Pons, Jonzac, Mirambeau).

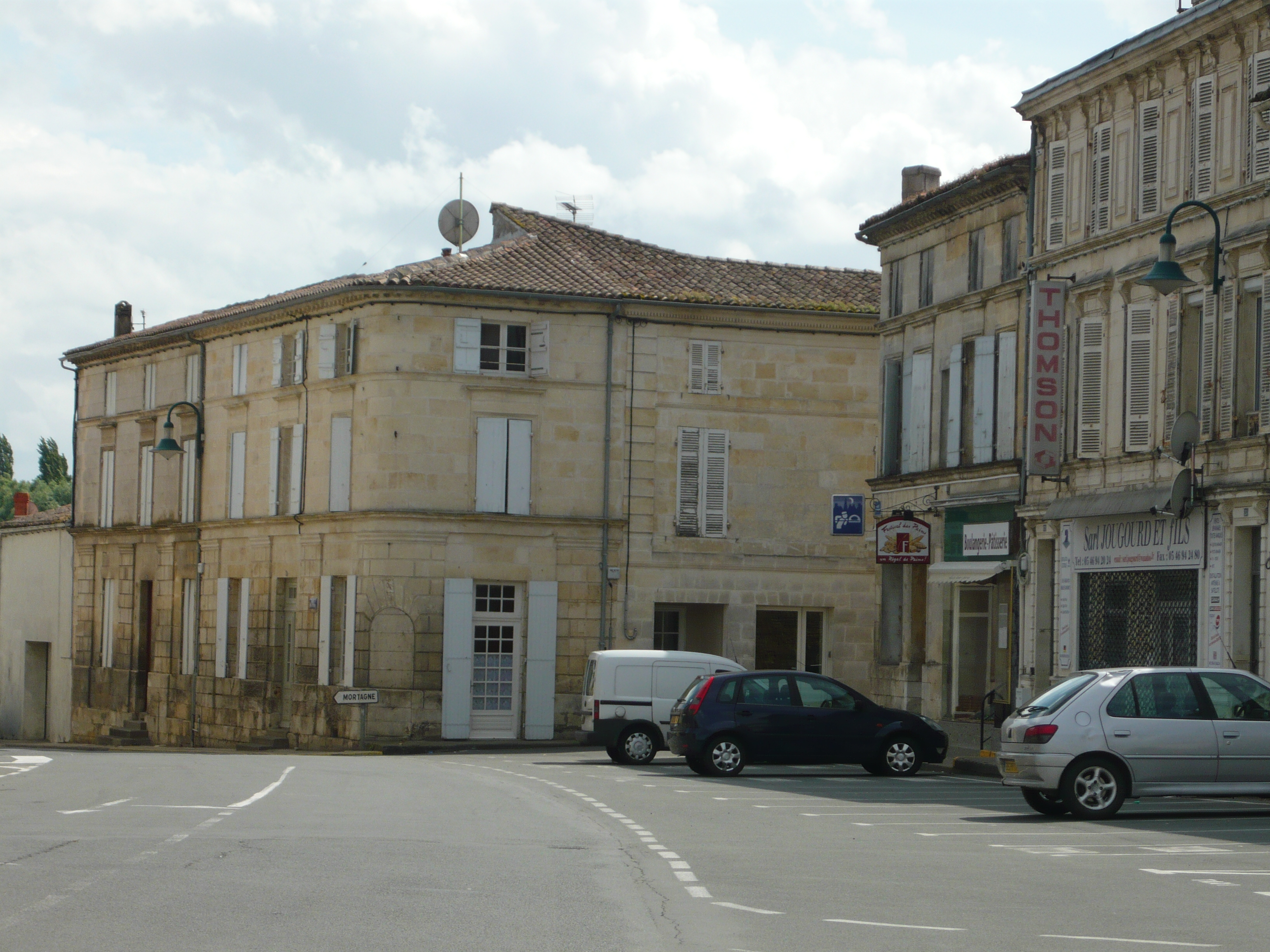
Place du centre-ville de Gémozac où se tiennent habituellement les foires mensuelles.

Sur le plan des activités commerciales, Gémozac possède un hypermarché de 2 800 m2 (Super U qui emploie 70 personnes) et qui, par sa récente extension et la construction d’une galerie marchande attenante, étend son rayonnement même jusqu'à la ville voisine de Pons, distante d’une dizaine de minutes. La ville accueille par ailleurs un supermarché Leader Price et une enseigne de hard-discount (Lidl).
Gémozac est un centre de commerces diversifiés avec les boutiques et magasins de son centre-ville, son marché bi-hebdomadaire et sa foire qui a lieu le troisième vendredi de chaque mois sont organisés dans les halles du XIXe siècle récemment rénovées. C'est une ville de tradition commerciale très ancienne puisqu’elle reçut de François Ier l'autorisation d’avoir des foires mensuelles.
Située dans une région fortement touristique, Gémozac a développé le tourisme vert en se dotant d’un terrain de camping avec une quarantaine d’emplacements et de mini-chalets.
Gémozac dispose également d'un hôtel-restaurant de 9 chambres, récemment réhabilité, situé en centre-ville, l'Hôtel du Lion d'Or, dont l'existence remonte au XIXe siècle.
Il est vrai que pour les loisirs et spectacles, les habitants de la commune, comme du canton, se tournent vers Pons ou Saintes, voire Cognac et Royan, qui offrent une palette bien plus élargie de loisirs (cinémas à Pons et à Saintes, aire de loisirs de Pons, concerts, théâtre et festivals à Saintes et Cognac…).

## Toponymie
Il s'agit d'un type toponymique gaulois ou gallo-romain en -(i)acum, suffixe d'origine gauloise désignant le lieu ou la propriété et qui a régulièrement donné la terminaison en -(i)ac dans les anciennes régions de la langue d'oc.
Le nom de Gémozac, l'antique Gemutiacum[réf. nécessaire], désigne un vaste domaine gallo-romain la villa Gemutii[réf. nécessaire], issu du nom du premier propriétaire, en l'occurrence un certain *Gemutius, anthroponyme non attesté, et ce, d'après une suggestion d'Albert Dauzat. Ernest Nègre préfère l'anthroponyme germanique Germodus, car il est attesté. Dans l'antiquité tardive, le suffixe -acum a pu être associé à des noms de personnes germaniques.

## Histoire

### Antiquité
Dans l'antiquité et au Ier siècle de l'ère chrétienne, à l'apogée de Mediolanum Santonum, alors capitale de la civitas Santonum, les Gaulois et les Gallo-Romains ont mis en valeur la région. Ils auraient commencé les premiers défrichements depuis Pontes, actuelle ville de Pons, centre à partir duquel nombre de villae gallo-romaines ont donné naissance aux villages actuels qui se terminent par la terminaison -ac : Gémozac, Tanzac, Fléac, Pérignac, Chadenac, Mosnac, Givrezac, etc..

### Un essor médiéval
Si le passage d'une antique voie romaine de Mediolanum Santonum, actuelle ville de Saintes, à Saint-Romain-sur-Gironde est bien attesté à Gémozac, le bourg n’a réellement pris de l’importance qu’à l’époque médiévale.

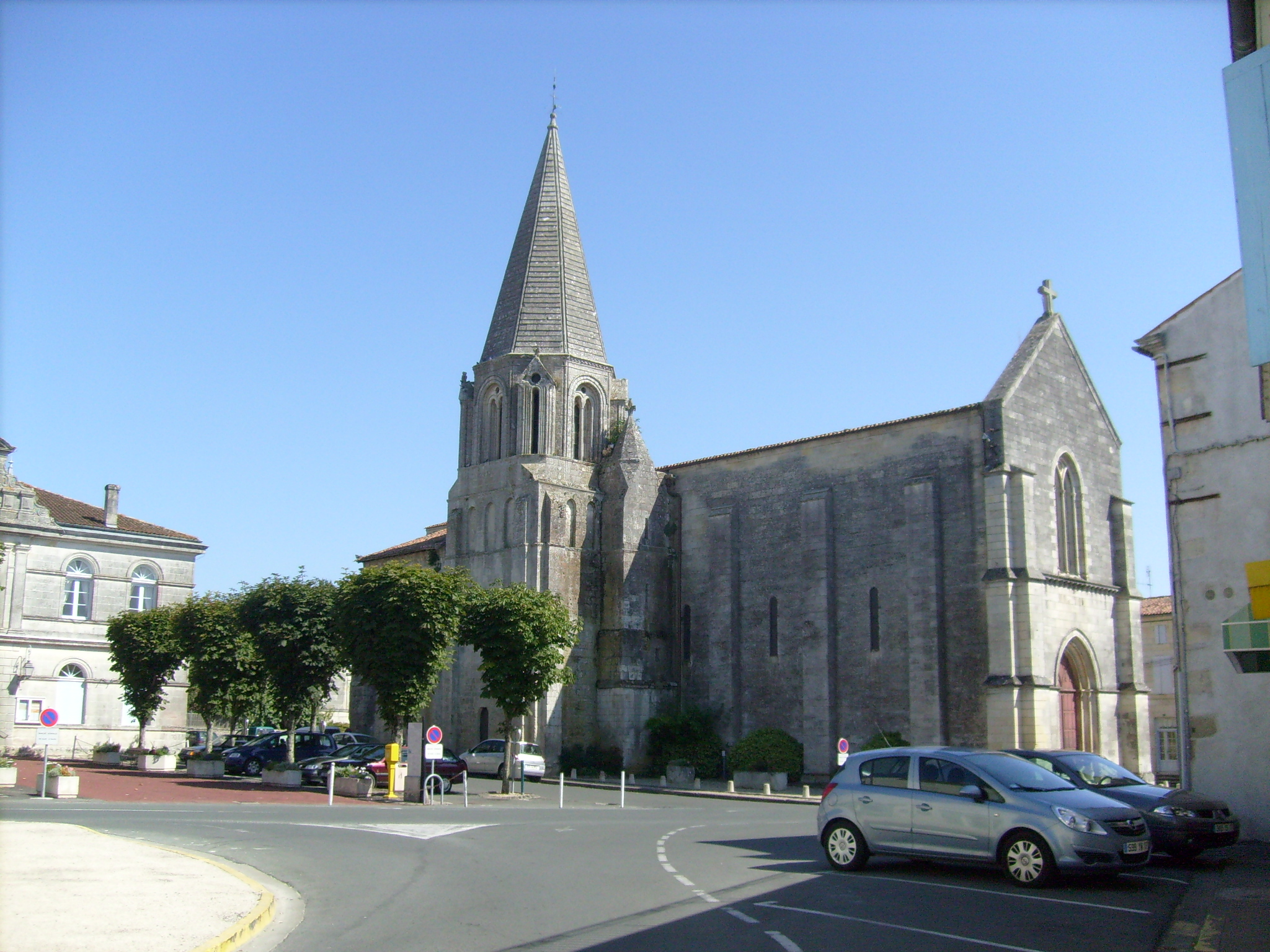
La ville de Gémozac s'est développée autour de l'église Saint-Pierre.

Son essor remonte donc à la période des grands défrichements forestiers de la forêt de La Lande, sous l'impulsion de moines augustins de l’abbaye de Madion, située dans la commune voisine de Virollet. Ils édifièrent un monastère au XIIe siècle dans le village initial, sur les bords de la Gémoze, auquel ils donnèrent son nom actuel. Le bourg fut donc fondé en 1163, date à laquelle la cure s’affranchit du prieuré de Mortagne-sur-Gironde. Son église romane, de type purement saintongeais, qui possède un clocher surmonté d’une haute flèche octogonale de pierre, date de cette époque, et c’est autour de cet édifice religieux que s’est organisé progressivement le bourg.
Avec les dangers de l’époque, Gémozac devint un lieu défensif. Le seigneur des lieux y fit construire un château fort, entouré de douves et flanqué de tours carrées, et encouragea toute une population de bûcherons, de paysans et de vignerons à s’y fixer. Cette première forteresse a depuis disparu, étant démolie en 1829, ce qui permit la découverte de vastes souterrains qui avaient dû probablement servir de refuges.
Pendant cette période troublée du Moyen Âge, la seigneurie de Gémozac est en butte aux velléités des seigneurs de Rabaine, qui possédaient un château à Jazennes et dépendaient des sires de Pons. L’histoire demeure cependant confuse dans cette partie de la Saintonge pendant la longue période de la guerre de Cent Ans et de l’occupation anglaise de la Saintonge aux XIVe et XVe siècles.

### Un foyer protestant
Au tournant du XVIe siècle, avec l’avènement de la Renaissance, Gémozac est un bourg agricole prospère et déjà un marché rural réputé, fréquenté par les habitants des paroisses voisines, où ses foires mensuelles ont reçu l’agrément de François Ier.
Mais la paroisse de Gémozac est marquée par les guerres de religion de la seconde partie du XVIe siècle, et par les conséquences néfastes de la révocation de l'édit de Nantes au siècle suivant.
En effet, Gémozac s’ouvre dès 1542 aux idées de la Réforme, ce qui en fait l’une des plus anciennes paroisses protestantes de la Saintonge. L’introduction de la Réforme à Saintes et la prédication de l’Evangile par des personnes illustres comme Bernard Palissy et le pasteur Hamelin eurent un grand retentissement à Gémozac. Les guerres de religion qui débutent en 1562 n’épargnent pas la paroisse de Gémozac et sa région et les bâtiments religieux sont tour à tour détruits, comme le prieuré et le monastère, pendant que l’église est fortifiée après avoir subi quelques dommages. Quant aux protestants, ils doivent attendre l’avènement d’Henri IV et la fin des hostilités entre catholiques et réformés en 1598 pour pouvoir disposer d’un lieu de culte public. Un premier temple est alors édifié en 1599, mais il est victime de luttes acharnées au siècle suivant au point qu’il est détruit, puis reconstruit quatre fois au cours de son existence.
Au XVIIIe siècle, la paroisse de Gémozac s’est beaucoup agrandie, elle a intégré, entre autres, le gros village de Chadeniers, édifié sur la Seudre. Durant ce siècle, Gémozac s’enrichit grâce à une agriculture prospère et au commerce des eaux de vie. De plus, la localité est toujours autant renommée pour ses foires mensuelles qui se tiennent sous de grandes halles en bois. Une bourgeoisie active et protestante s’occupe du négoce des vins, des eaux de vie de cognac et des céréales, pendant que deux puissants seigneurs des lieux résident dans les deux châteaux de Gémozac, les logis de Bernessard et de La Salle. Ils veillent jalousement sur cette grande paroisse, qui est déjà l’une des plus peuplées de l’ancienne province de Saintonge. En tant que représentants de l’aristocratie terrienne, ils pèsent de tout leur poids lors de la Constituante pour faire de Gémozac un chef-lieu de canton.
La reconquête catholique a facilité l’installation de la communauté de religieuses, toujours à l’œuvre aujourd’hui, et a permis la restauration de la façade occidentale de l’église Saint-Pierre, alors en mauvais état. Le retour de la paix entre catholiques et protestants ne prend effet qu’après la signature de l'édit de Versailles de 1787. En effet, le temple réformé doit être démoli en 1768 sur ordre du maréchal de Senneterre, alors gouverneur des provinces de l’Aunis, du Poitou et de la Saintonge. Mais six années plus tard, un nouveau temple est édifié dans la ville, attestant de la vitalité de la communauté protestante de Gémozac à cette époque. Ce n’est qu’après l'édit de Versailles que les protestants de la ville et de ses environs purent enfin assister librement au culte réformé et purent avoir leur sépulture dans le cimetière communal, qui cependant fut longtemps divisé par une haie des sépultures catholiques.

### Gémozac auXIXesiècle: le siècle d'or

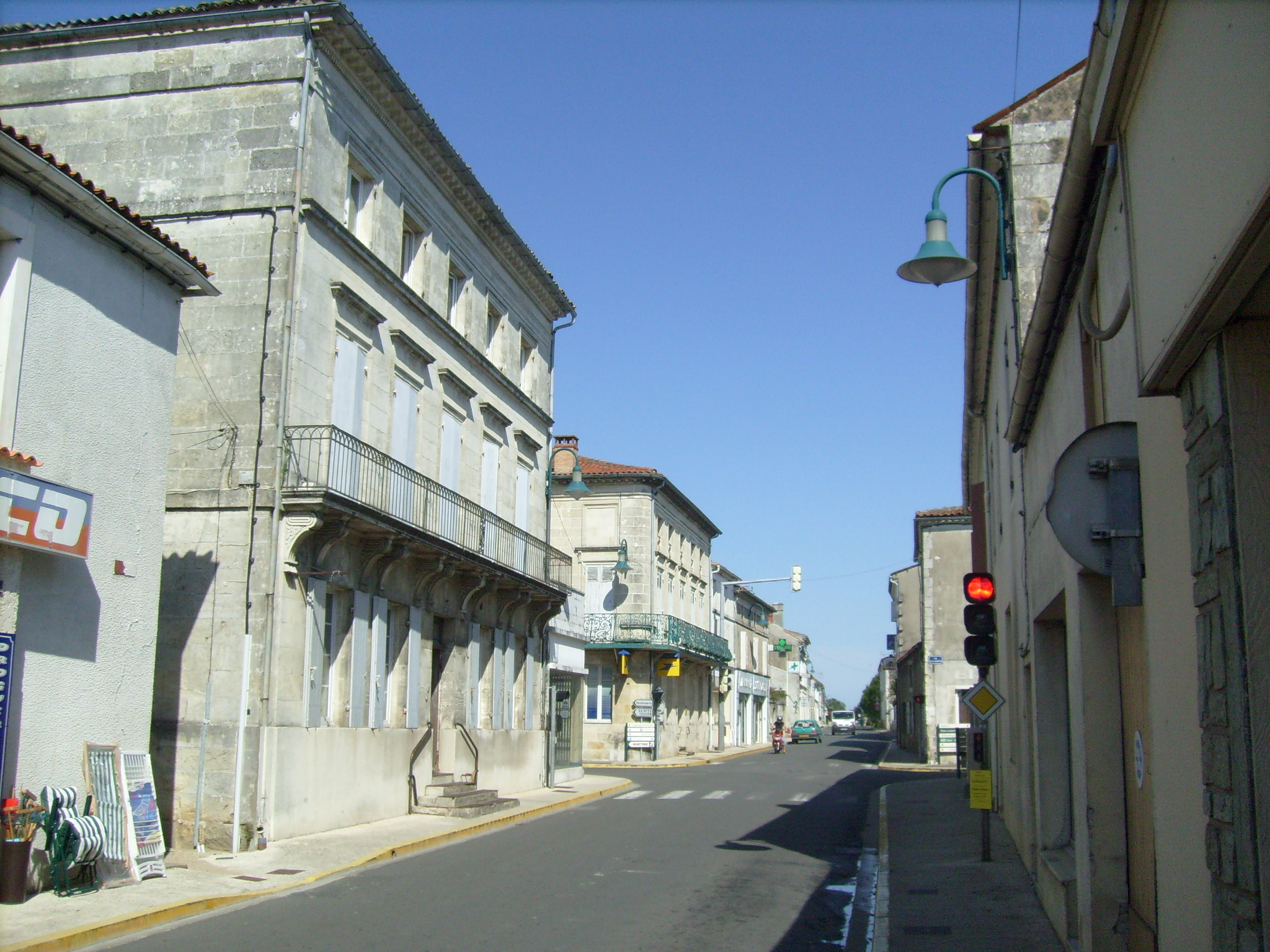
La ville de Gémozac a connu une véritable rénovation urbaine au Second Empire avec l'édification de belles maisons en pierre de taille.

Le XIXe siècle est le « siècle d’or » de Gémozac qui y connaît alors son apogée, grâce à l’essor considérable de la production et du négoce des eaux de vie de cognac dont elle tira l’essentiel de sa richesse.
La ville était située au cœur du département le plus viticole de France.

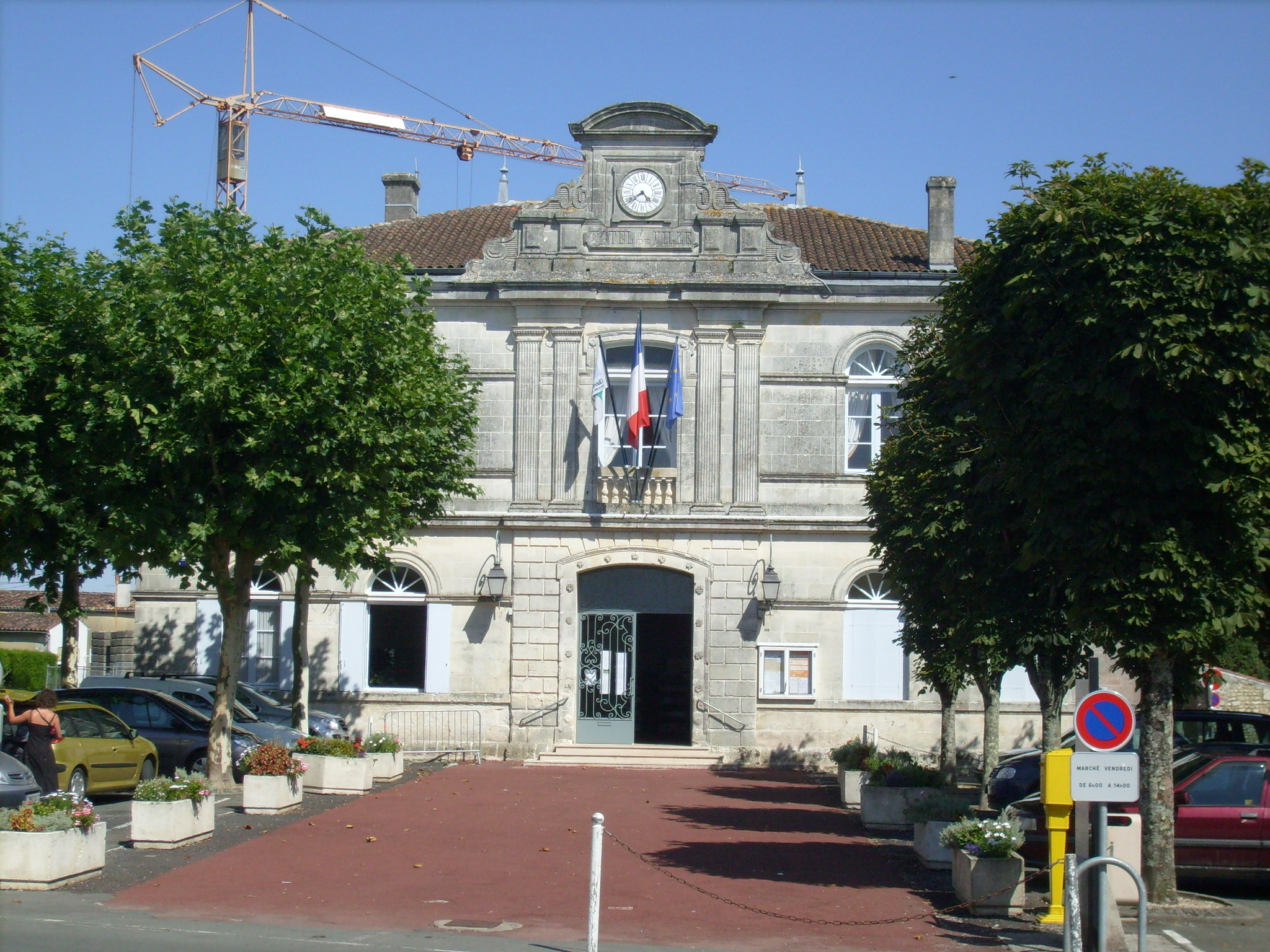
L'hôtel de ville de Gémozac a été construit pendant le Second Empire.

Au début du XIXe siècle, Gémozac, alors dotée de son statut de chef-lieu de canton, n’a toujours pas d’hôtel de ville. C’est en 1837 qu’est construite la première mairie de la ville, sur l’emplacement de l’ancienne forteresse médiévale qui était délabrée et qui fut détruite en 1835, augurant les grands travaux d’urbanisme qui vont durablement transformer Gémozac dans le courant de ce siècle. Même la communauté protestante participe à ce nouvel urbanisme en faisant édifier, en 1845, un tout nouveau temple, plus vaste, à l’architecture certes austère mais dans le style néo-classique de l’époque.
En effet, Gémozac connaît de profondes mutations pendant le Second Empire. La trame urbaine actuelle de la ville repose sur les grands travaux d’urbanisme engagés pendant le Second Empire. Le bourg se pare alors d’édifices publics dont un nouvel hôtel de ville et de nouvelles halles, édifiés en un seul corps de bâtiment, en 1856, le précédent bâtiment construit pendant la monarchie de Juillet étant devenu trop petit. Le percement et l’élargissement des routes principales qui traversent le centre de la cité, la création de places publiques par le reculement d’immeubles et les travaux d’urbanisme transforment considérablement la bourgade et lui donnent progressivement un cachet urbain, qui a subsisté jusqu’à ce jour.
Quant à la place de l’église, celle-ci est agrandie en 1850, par reculement des immeubles. Toujours en 1856, la gendarmerie nationale est établie dans de nouveaux locaux, à la place de l’ancien presbytère.
Ainsi, de 1821, à l’époque de la Restauration, jusqu’à 1868, à la fin du Second Empire, la ville est marquée par une croissance démographique quasi ininterrompue. Elle atteint alors son maximum démographique en 1866 avec 2 792 habitants, chiffre qu’elle n’a jamais atteint depuis. Elle fait d'ailleurs partie des communes qui n'ont jamais dépassé ce maximum démographique comme nombre d'autres communes viticoles de la Saintonge et gros chefs-lieux de canton comme Matha, Mirambeau ou Pons.
Le tableau de l'évolution démographique de Gémozac de 1821 à 1866 montre cette croissance quasi ininterrompue de la population de ce gros chef-lieu de canton viticole.
| 1821  | 1831  | 1836  | 1841  | 1846  | 1851  | 1856  | 1861  | 1866  |
| ----- | ----- | ----- | ----- | ----- | ----- | ----- | ----- | ----- |
| 2 461 | 2 590 | 2 607 | 2 610 | 2 663 | 2 675 | 2 626 | 2 787 | 2 792 |

Mais, à partir du début de la Troisième République, Gémozac est confrontée à la crise du phylloxéra de 1875, qui a durement frappé les vignes de la Saintonge, puis de l’Aunis.

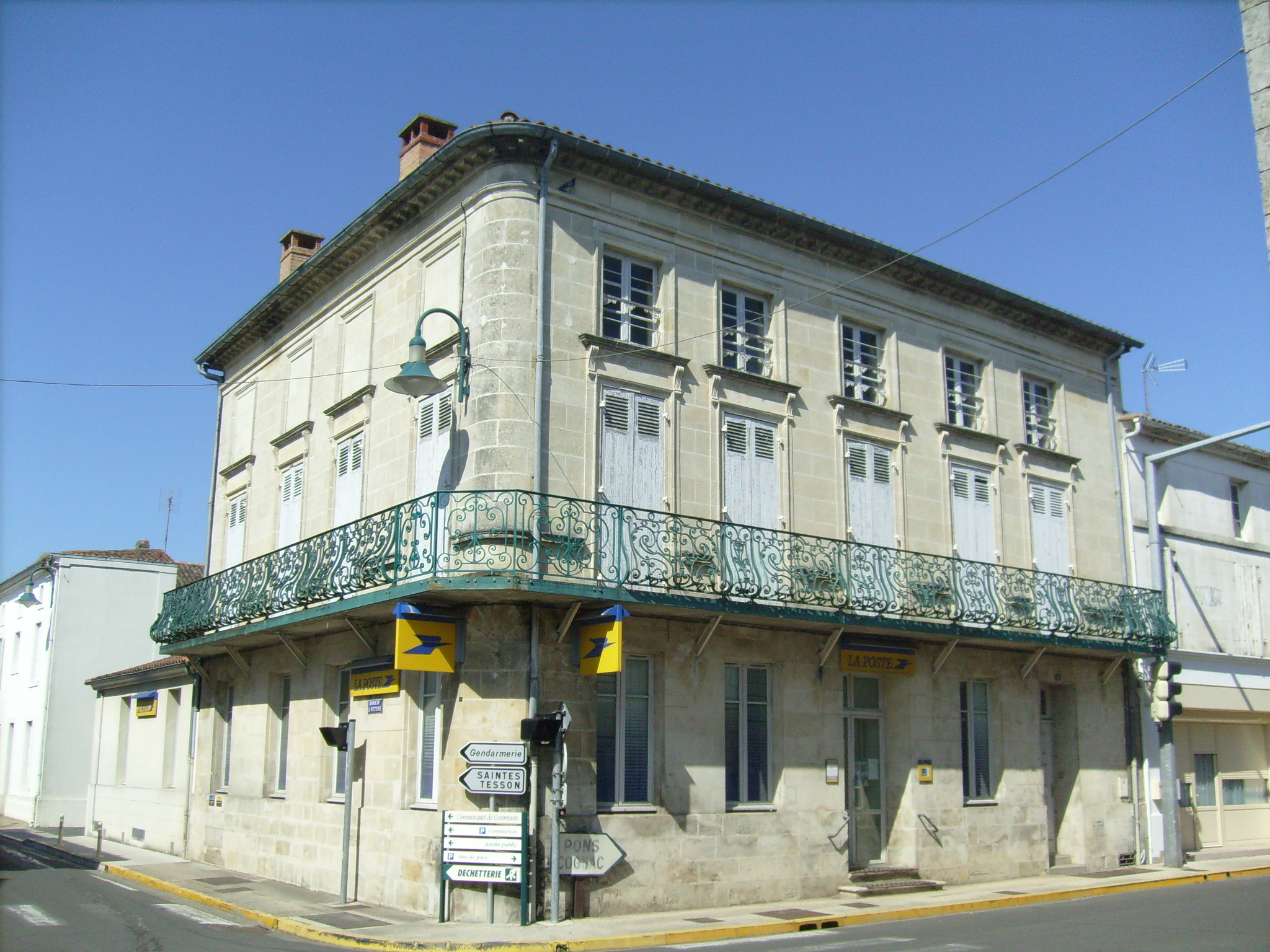
La poste de Gémozac. Gémozac a bien résisté à la crise viticole, causée par le phylloxéra, devenant un point d'ancrage pour son canton.

Cependant, malgré la ruine progressive du vignoble charentais, provoquant un exode de la population de la Saintonge, la ville devient un point d’ancrage pour le milieu rural environnant.
Elle résiste remarquablement bien à la crise viticole, en participant notamment à la reconversion de l’économie locale. Les grandes maisons de négoce s’adaptent à cette nouvelle situation économique car elles ont pu écouler leur stock d’eau de vie et elles ont pu se réorganiser en encourageant la reconversion des terres abandonnées à la céréaliculture et surtout à l’élevage. La ville s’affirme alors comme un actif marché rural dans son canton, avec ses marchés bi-hebdomadaires et ses foires à bestiaux où ont lieu mensuellement la vente des bœufs de labour, des chevaux, des mulets et des moutons. Elle est également réputée pour ses foires mensuelles de volailles. L’élevage des chevaux qui est à l’origine de la construction d’un hippodrome en 1867 prend de l’essor et des courses hippiques sont organisées régulièrement dès 1870.

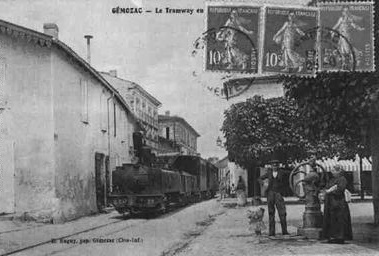
Le tramway passait à Gémozac sur une ligne entre Saintes et Mortagne-sur-Gironde ouverte au trafic voyageurs en 1894.

De plus, la ville renforce sa position de carrefour de communications, deux voies ferroviaires se croisant à Gémozac : celle entre Pons et Royan, mise en service en 1875, et entre Saintes et Mortagne-sur-Gironde, ouverte en 1894. La gare ferroviaire, édifiée en 1875, comporte un bâtiment de voyageurs avec un logement de fonction à l’étage. Cette gare, construite à l’écart de la ville, devient rapidement un lieu de transit des voyageurs, puis de stockage et de convoyage de produits agricoles de la région alentour. Si le trafic voyageurs a été interrompu en 1939 sur la ligne Pons-Royan, il n’en a pas été ainsi concernant le trafic des marchandises. Ce dernier a perduré jusqu’en 1976 entre Pons et Gémozac, mais il est encore maintenu en direction de Saujon où, le long de cette voie ferrée, de gros silos ont été édifiés par de puissantes coopératives agricoles.

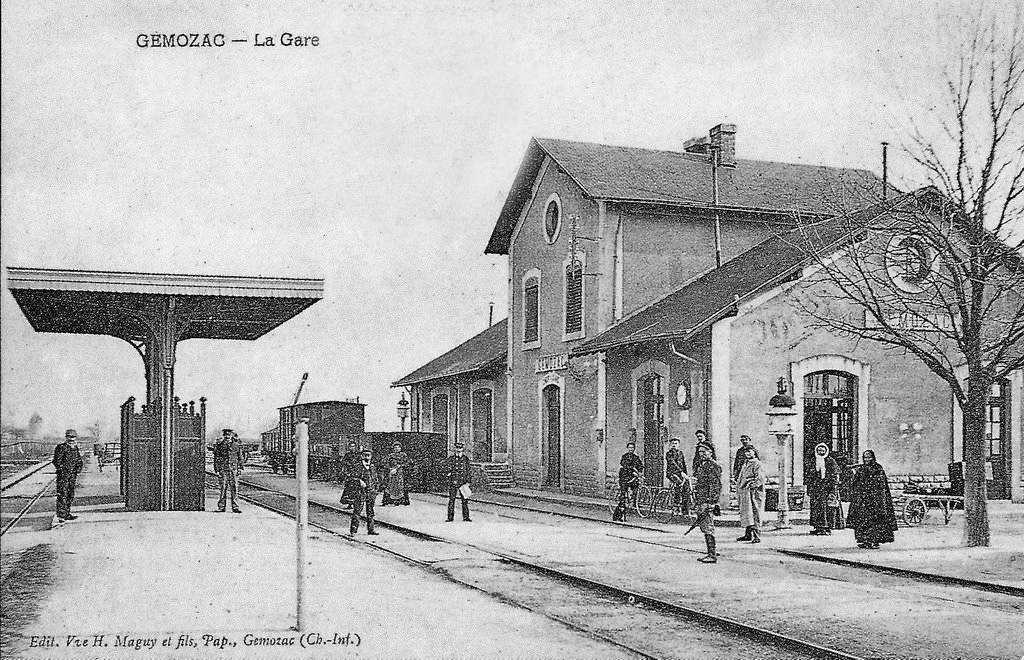
La gare de Gémozac vers 1900.

Gémozac entame alors d’autres travaux d’urbanisme dont la construction de l’école de filles en face de la gendarmerie nationale, en 1881, et celle de la nouvelle école de garçons en pierre de taille, en 1888. Les locaux de la Poste sont transférés dans une grande et avenante maison bourgeoise du Second Empire, à l’intersection des artères urbaines, et la Perception intègre les locaux laissés vacants par l’ancienne gendarmerie.

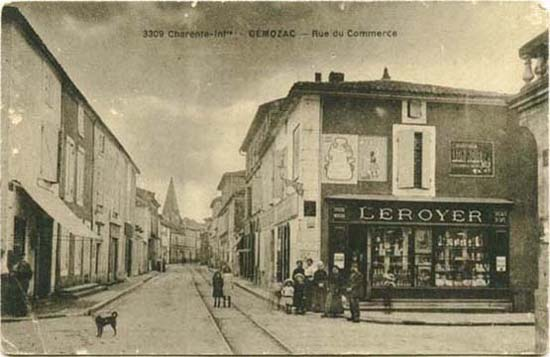
Gémozac s'est affirmé comme un centre rural important au début du XXe siècle.

Pendant ce temps, un nouveau quartier se met en place dans le secteur de la gare où des taxis hippomobiles affrétés par les deux hôtels de la ville viennent chercher les voyageurs à la gare. La voie ferrée, qui traversait la ville, est déplacée vers le nord et c’est dans cet espace que de nouvelles constructions voient le jour en direction de Saintes et de Pons.
Pendant toute cette période, qui correspond à la Troisième République, et ce, jusqu’à la veille de la Première Guerre mondiale, Gémozac affiche une remarquable stabilité de sa population, malgré la très grave crise du phylloxéra qui a provoqué un exode rural massif dans les campagnes de la Saintonge.
Certes, une certaine baisse de sa population peut être observée de 1876 à 1891, c'est-à-dire au plus fort de la crise viticole, mais à partir de cette dernière date, la croissance démographique reprend nettement jusqu’en 1911 et y atteint un nouveau pic de population – certes toujours inférieur à celui observé en 1866. Ce nouveau pic de population ne sera d'ailleurs pas dépassé pendant tout le XXe siècle.
| 1872  | 1876  | 1881  | 1886  | 1891  | 1896  | 1901  | 1906  | 1911  |
| ----- | ----- | ----- | ----- | ----- | ----- | ----- | ----- | ----- |
| 2 598 | 2 709 | 2 693 | 2 578 | 2 503 | 2 506 | 2 625 | 2 614 | 2 621 |

La reprise de la croissance démographique de Gémozac s'explique par une réorientation réussie de son économie urbaine au seuil du XXe siècle. Le bourg de Gémozac a su en effet résister et s’adapter à la nouvelle donne économique, en s’affirmant notamment comme un gros marché rural et un actif centre de foires à bestiaux et à volailles.

### LeXXesiècle: déclin, puis stagnation
C'est au lendemain de la Première Guerre mondiale que Gémozac connaît sa plus forte chute démographique. La saignée provoquée par cette tragique guerre lui a fait perdre plus d'un habitant sur dix, ce qui est considérable.
Malgré une légère reprise de sa démographie, constatée entre 1921 et 1926, la ville entame une période de crise urbaine. Celle-ci a perduré jusque dans les années cinquante, où la commune enregistre alors son chiffre de population le plus bas jamais observé depuis le début du XIXe siècle. En 1954, Gémozac ne compte plus que 2 152 habitants, mais il est vrai qu'elle n'est pas passée au-dessous du seuil des 2 000 habitants. Ce n'est réellement que depuis les années soixante que la situation de la ville a beaucoup évolué et s'est nettement améliorée.
| 1921  | 1926  | 1931  | 1936  | 1946  | 1954  | 1962  |
| ----- | ----- | ----- | ----- | ----- | ----- | ----- |
| 2 368 | 2 444 | 2 378 | 2 358 | 2 333 | 2 152 | 2 194 |

### Gémozac auXXIesiècle
La ville s'est beaucoup développée depuis la fin du dernier quart du XXe siècle et a continué son essor depuis le début du XXIe siècle. La commune enregistre une croissance démographique soutenue depuis 1990.

## Lieux et monuments

### Église Saint-Pierre

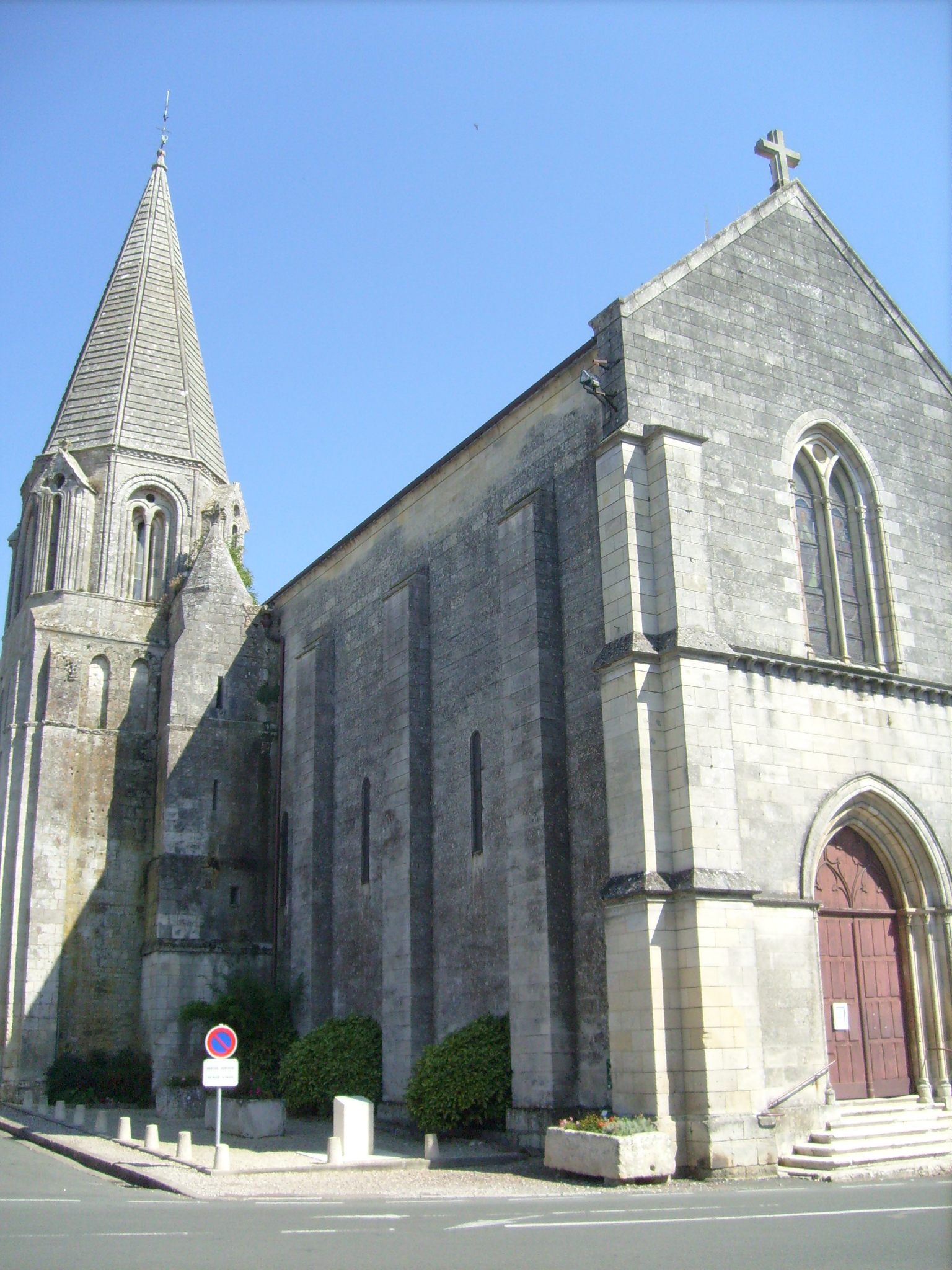
La façade de l'église Saint-Pierre de Gémozac. Cette église a été classée Monument historique en 1910.

L'église Saint-Pierre de Gémozac est un édifice religieux de style composite qui intègre tout à la fois une structure de style roman saintongeais et des éléments gothiques. Elle est l'une des rares églises de la région témoignant de la transition entre les deux styles et est classée Monument historique depuis 1910.
Certaines assises de petites pierres de taille allongées témoignent d'un édifice de la fin du XIe siècle ou du début du XIIe siècle. La nef fut reprise dans la seconde moitié du XIIe siècle et renforcée par des arcatures. Si la base du clocher est caractéristique de l'architecture romane, sa partie supérieure porte la marque du premier âge gothique. La flèche octogonale en pierre couronne une chambre des cloches basée sur un plan similaire, les côtés présentant en alternance des baies simples et des baies géminées. Enfin, le mur nord et la façade furent refaits au XIXe siècle, la première travée de la nef ayant été raccourcie afin d'élargir la route passant devant l'église.

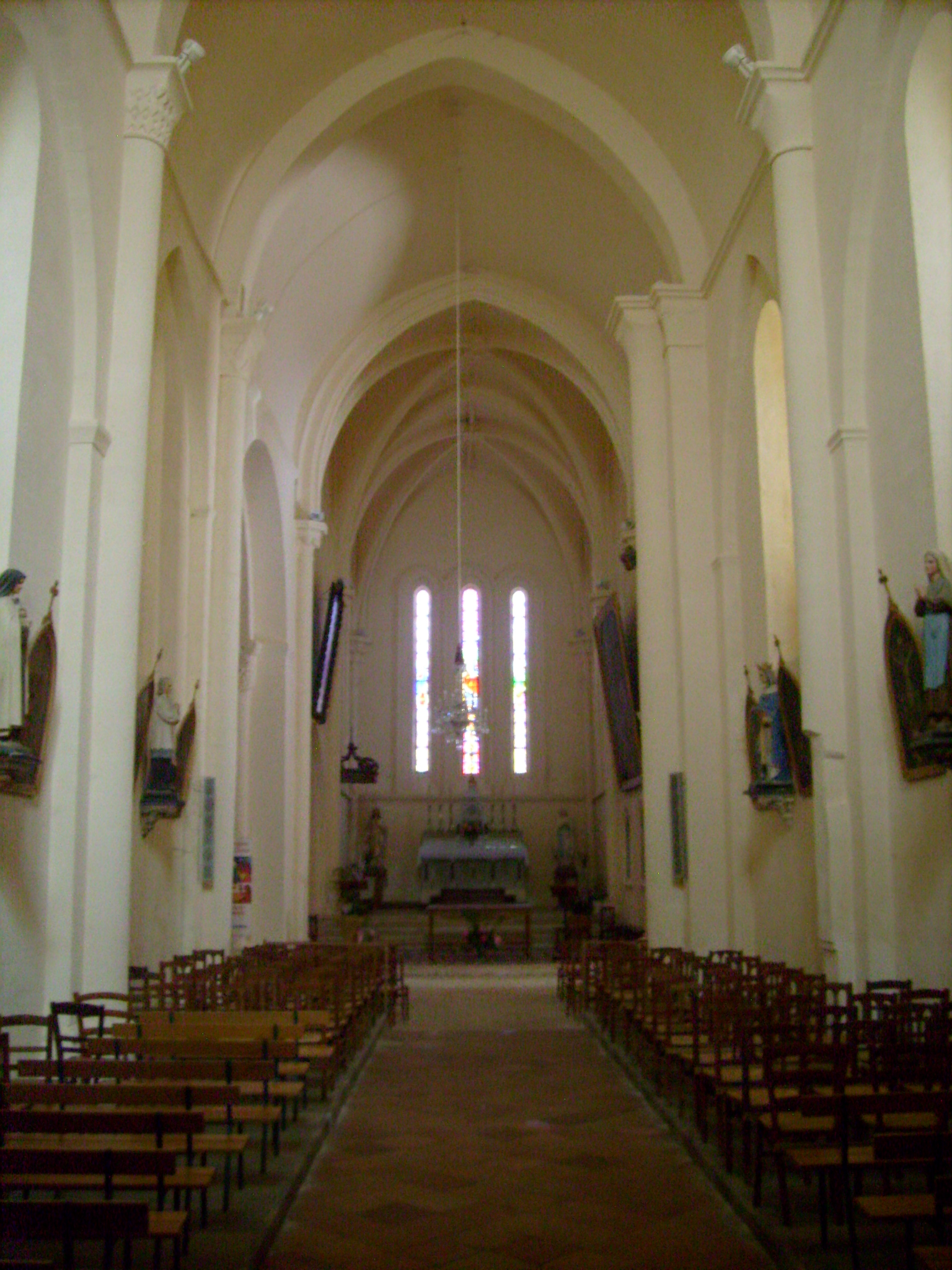
Intérieur de l'église Saint-Pierre.

Comme la majorité des églises de la région, l'église Saint-Pierre de Gémozac est basée sur un plan en forme de croix latine. Elle se compose d'une nef unique de quatre travées couverte d'une voûte en berceau brisé, laquelle a été entièrement refaite au XVIe siècle. À l'intérieur, des arcatures répondent aux contreforts et servent à renforcer la structure de l'édifice. Comme dans certaines églises romanes de la région, les croisillons sont couverts de coupoles. Néanmoins, si le croisillon nord l'est par une coupole sur trompes, le croisillon sud a pour particularité de posséder une coupole sur pendentifs.
Les deux bras du transept sont prolongés par des absidioles : la plus ancienne (XIIe siècle), celle du croisillon sud, forme un hémicycle voûté en cul de four ; la plus récente est une chapelle rectangulaire couverte d'une croisée d'ogives. Une arcade étroite ouvre sur la première travée du chœur. Celui-ci forme un ensemble de deux travées. La première est couverte de croisées d'ogives quadripartites, tandis que la seconde est complétée par des liernes. Le chevet plat (XIIIe siècle), percé d'un triplet, témoigne de l'influence cistercienne sur l'architecture de l'époque.
L'église Saint-Pierre de Gémozac s'inscrit dans l'inventaire touristique des plus belles églises de la Saintonge et est souvent citée parmi les édifices religieux dignes d'être visités. Par certains aspects, cette église fait en effet partie des belles églises romanes de type saintongeais parmi lesquelles se trouvent encore les remarquables églises de Rétaud, de Rioux ou encore de Thaims, toutes situées dans son canton.

### Jardin public
Le jardin public est l'un des principaux espaces verts de la commune. Localisé à proximité du cimetière municipal et de la gendarmerie nationale, il accueille également le monument aux morts. De dimensions modestes, il est rythmé par de petits sentiers de promenade serpentant autour d'une végétation variée formée de hêtres, d'acacias, d'épicéas, de saules pleureurs et de tilleuls.

### Temple protestant
Basé sur un plan rectangulaire, cet édifice d'une grande sobriété s'inspire de l'architecture néo-classique.

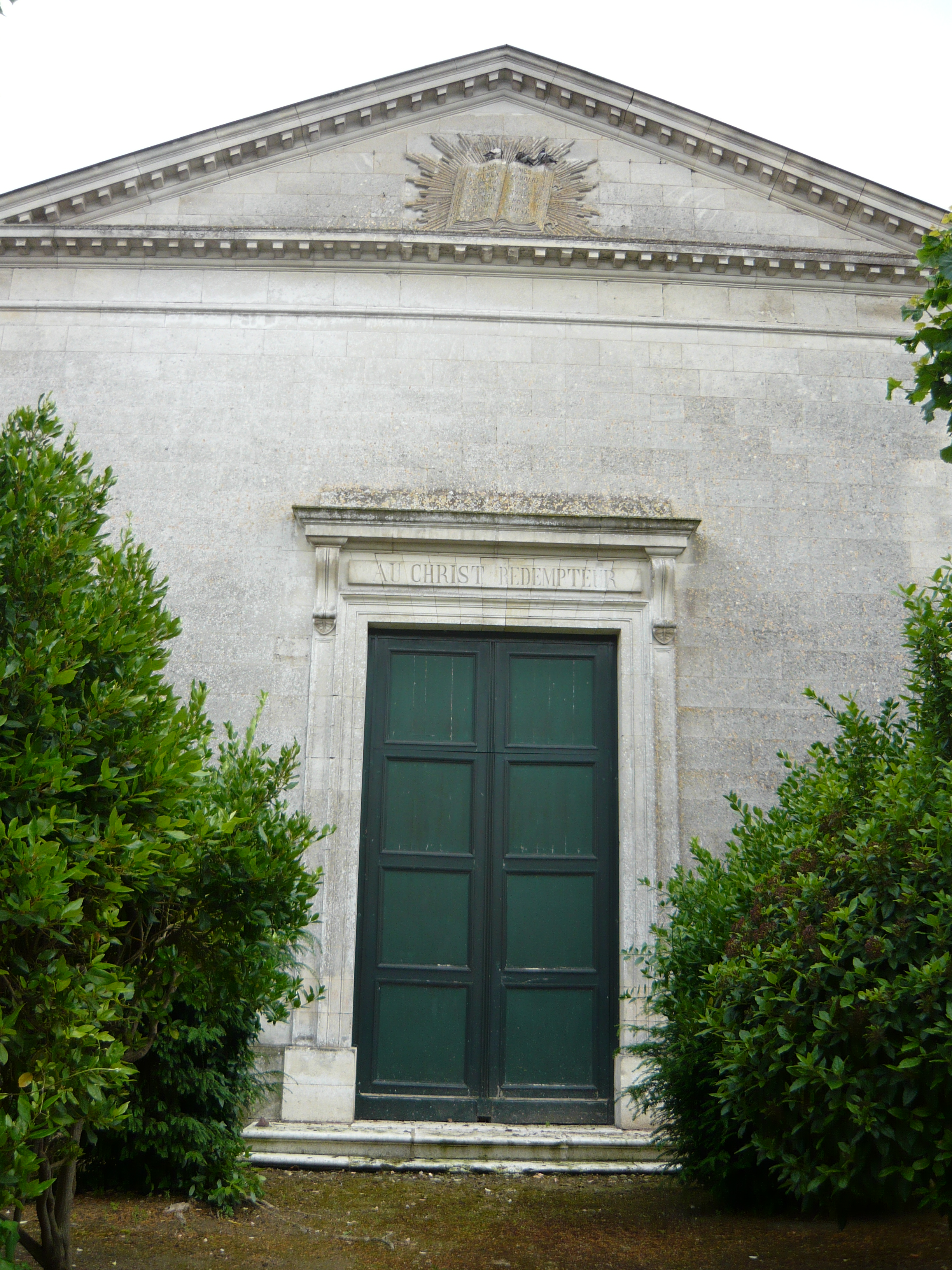
Façade d'entrée du Temple protestant de Gémozac.

La communauté réformée semble s'être développée et structurée assez rapidement, cependant il faut attendre la promulgation de l'édit de Nantes pour que soit édifié le premier temple, sur un terrain situé non loin de l'église. Le sanctuaire actuel est le quatrième temple à avoir été bâti dans la commune. Il doit son édification au diacre Pierre Jônain qui se porte acquéreur du terrain en 1840. Les plans sont confiés à l'architecte de l'arrondissement de Saintes Victor Fontorbe, qui dessinera par la suite les plans d'édifices aussi divers que le haras national de Saintes ou l'église Saint-Martin de Chenac, mais également l'hôtel de ville de Gémozac. Les travaux débutent en 1843 et se poursuivent durant deux ans. Le temple est consacré au cours d'une cérémonie solennelle le 30 septembre 1845.
D'un point de vue architectural, le temple de Gémozac est un édifice de conception assez académique présentant de nombreuses similitudes avec de nombreux temples ruraux de la région. Sa façade comporte un large fronton triangulaire à denticules où l'on relève une sculpture représentant une bible ouverte semblant jaillir d'une nuée. On peut y lire le verset suivant : « Les cieux et la terre passeront, mais mes paroles ne passeront point » (Luc, 21:33). La porte d'entrée axiale est surmontée d'un linteau sur lequel est gravé l'inscription « Au Christ rédempteur ». De larges baies en plein cintre éclairent le sanctuaire. À l'intérieur, le regard se porte sur l'ensemble formé par la chaire monumentale en bois de chêne à double volée d'escalier et par la clôture consistoriale. Deux panneaux situés de part et d'autre de la chaire portent l'inscription : « Dieu a tellement aimé le monde qu'il a donné son fils unique afin que quiconque croit en lui ne périsse point mais qu'il ait la vie éternelle » (Jean, 3:16)

### Liste des maires

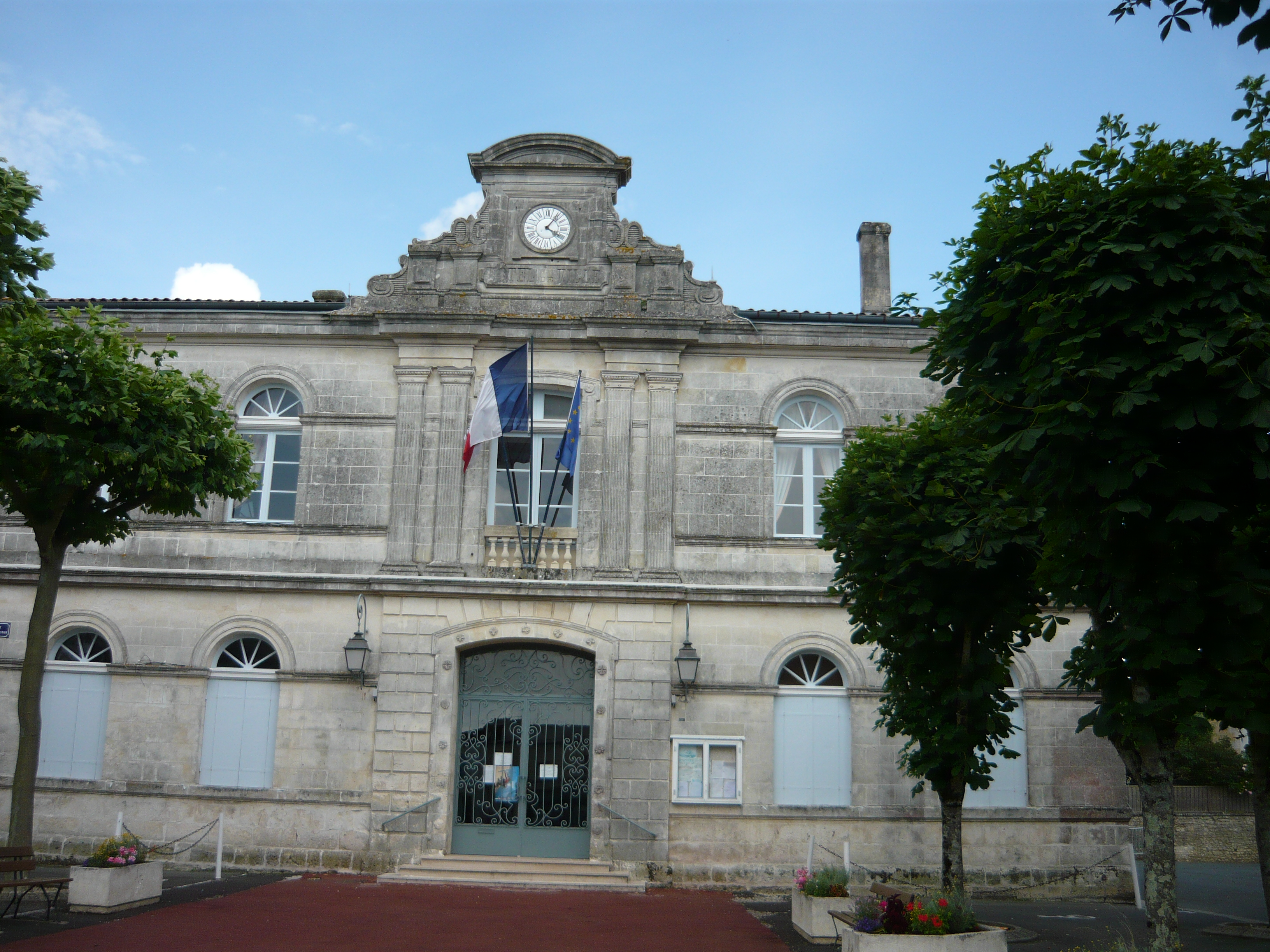
L'Hôtel-de-ville de Gémozac, un édifice public du Second Empire.

### Autres
- Château de la Salle
- Château de Bernessard

## Administration

### Région
À la suite de la réforme administrative de 2014 ramenant le nombre de régions de France métropolitaine de 22 à 13, la commune appartient depuis le 1er janvier 2016 à la région Nouvelle-Aquitaine, dont la capitale est Bordeaux. De 1972 au 31 décembre 2015, elle a appartenu à la région Poitou-Charentes, dont le chef-lieu était Poitiers.

### Canton
La commune de Gémozac appartient au canton de Saintonge Estuaire, dont le chef-lieu est fixé à Meschers-sur-Gironde. Elle a été le chef-lieu du canton de Gémozac de 1790 à 2015.

### Intercommunalité
Elle détient le siège administratif de la communauté de communes de Gémozac et de la Saintonge Viticole qui gère 15 communes. Cette structure intercommunale, mise en place en décembre 1995, fait partie du Pays de Saintonge Romane dont le siège administratif est fixé à Saintes.

### Fiscalité
| Taxe                                                | Taux communal | Taux intercommunal | Taux départemental | Taux régional |
| --------------------------------------------------- | ------------- | ------------------ | ------------------ | ------------- |
| Taxe d'habitation (TH)                              | 10,49 %       | 0,00 %             | 6,75 %             | 0,00 %        |
| Taxe foncière sur les propriétés bâties (TFPB)      | 17,95 %       | 0,00 %             | 13,28 %            | 3,32 %        |
| Taxe foncière sur les propriétés non bâties (TFPNB) | 39,18 %       | 0,00 %             | 27,65 %            | 8,63 %        |
| Taxe professionnelle (TP)                           | 0,00 %        | 14,84 %            | 8,85 %             | 2,51 %        |

La part régionale de la taxe d'habitation n'est pas applicable.
La taxe professionnelle était perçue par la communauté de communes et non par la commune; mais elle est remplacée en 2010 par la cotisation foncière des entreprises (CFE) portant sur la valeur locative des biens immobiliers et par la contribution sur la valeur ajoutée des entreprises (CVAE) (les deux formant la contribution économique territoriale (CET) qui est un impôt local instauré par la loi de finances pour 2010).

## Équipements et services

### Les transports inter-urbains
Gémozac est relié par autocars aux principales villes du département via le réseau de lignes départementales « Les Mouettes ». Ce dernier totalise 20 lignes principales et 250 lignes secondaires.
Elle est desservie quotidiennement par la ligne principale n°19 Saintes-Lorignac et par une ligne secondaire qui la relie directement à Pons.
De 1894 à 1947, la commune fut une halte pour les tramways de la compagnie des chemins de fer économiques des Charentes (ligne de chemin de fer secondaire Saintes-Mortagne-sur-Gironde). Par ce biais, Gémozac était distante de 21 kilomètres de la gare de Saintes-Bellevue et de 18 kilomètres de la gare de Mortagne-Port.

### Les services de la santé
Gémozac dispose de services médicaux, paramédicaux et médico-sociaux relativement bien étoffés pour un chef-lieu de canton de son importance.

#### Les services médicaux
Gémozac dispose de cinq cabinets de médecins généralistes dont un avec orientation en mésothérapie et d'un cabinet dentaire, tous situés en centre-ville.
Si les médecins spécialistes sont absents de la ville, les habitants consultent ceux qui sont situés à Saintes.
De plus, Gémozac n'est pas équipée d'un centre de radiologie médicale ou IRM, elle dépend de Saintes pour ce type de prestation.
L’hôpital général le plus proche est le centre hospitalier de Saintonge situé à Saintes, à plus d’une vingtaine de kilomètres au nord de Gémozac ; il offre une palette extrêmement étendue de soins, étant le plus grand hôpital de toute la partie centrale et méridionale du département de la Charente-Maritime.

#### Les services paramédicaux
Gémozac possède trois centres en soins infirmiers, un cabinet de kinésithérapie, un cabinet en diététique ainsi qu’un pédicure-podologue.
À cela s'ajoutent deux pharmacies, situées en centre-ville, et un opticien situé dans le nouveau centre commercial, en périphérie nord de la ville, en bordure de la rocade urbaine.
Un service d’ambulanciers est en fonction dans la ville et assure des interventions dans l'ensemble de son canton, étant le seul prestataire de ce type de services. Il est cependant relayé par les pompiers qui sont habilités à intervenir également dans les situations d'urgence médicale.
Gémozac est en effet équipée d'un centre de secours des sapeurs-pompiers, qui dépend du SDIS de Charente-Maritime, et plus précisément du Centre de secours principal situé à Saintes.
Enfin, une clinique vétérinaire y est en activité et exerce ses services sur l'ensemble du canton de Gémozac.

#### Les services médico-sociaux
Une maison de retraite, la Résidence Les Pervenches, située au sud de Gémozac, dans le gros hameau de Chobelet, accueille environ une soixantaine de personnes âgées valides, semi-valides ou invalides. Cet établissement privé qui est agrémenté d'un parc arboré de 3 500 m2 est une résidence médicalisée de plain-pied gérée par une équipe médicale chapeautée par un médecin et composée d'infirmières, d'aides-soignantes et d'une aide médico-psychologique (AMP). Cet établissement comprend 43 chambres individuelles, 6 chambres à deux lits et une structure de type Alzheimer de dix lits.
Un service départemental d’aide à domicile pour les personnes âgées et pour les personnes dépendantes, relevant d’une importante structure départementale, a ouvert une antenne dans la ville.
Enfin sont en place un centre médico-social relevant de la Direction de la Solidarité Départementale (DSD) dont le siège départemental est situé à Saintes et un centre médico-psychologique, ces deux antennes sont implantées en centre-ville.

### Les établissements scolaires

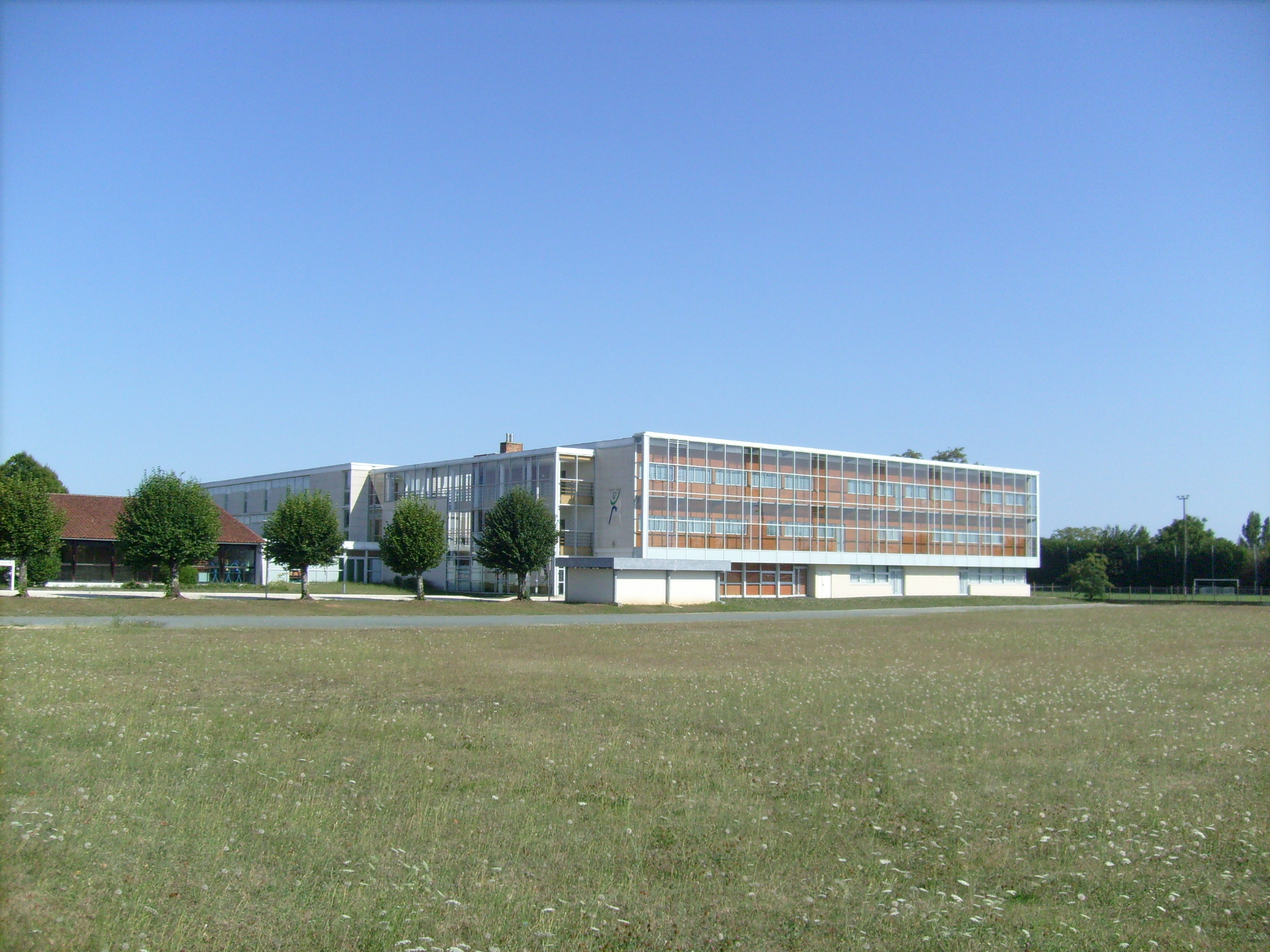
Le collège Jules-Ferry de Gémozac.

La commune de Gémozac dispose d'un groupe scolaire de l'enseignement primaire public situé dans le centre de la ville : la cité scolaire Émile-Combes. Il rassemble 275 élèves (année scolaire 2007-2008) répartis entre l'école maternelle Émile Combes, et l'école primaire Émile Combes.
Le collège Jules Ferry est un établissement public de l'enseignement du second degré ayant reçu 426 élèves à la rentrée scolaire 2020, ces derniers sont encadrés par un corps professoral de 30 enseignants.
Le secteur du collège couvre les seize communes du canton de Gémozac et relève de la circonscription de Saintes dans l’Inspection académique du département.

### Les équipements culturels
- La Médiathèque

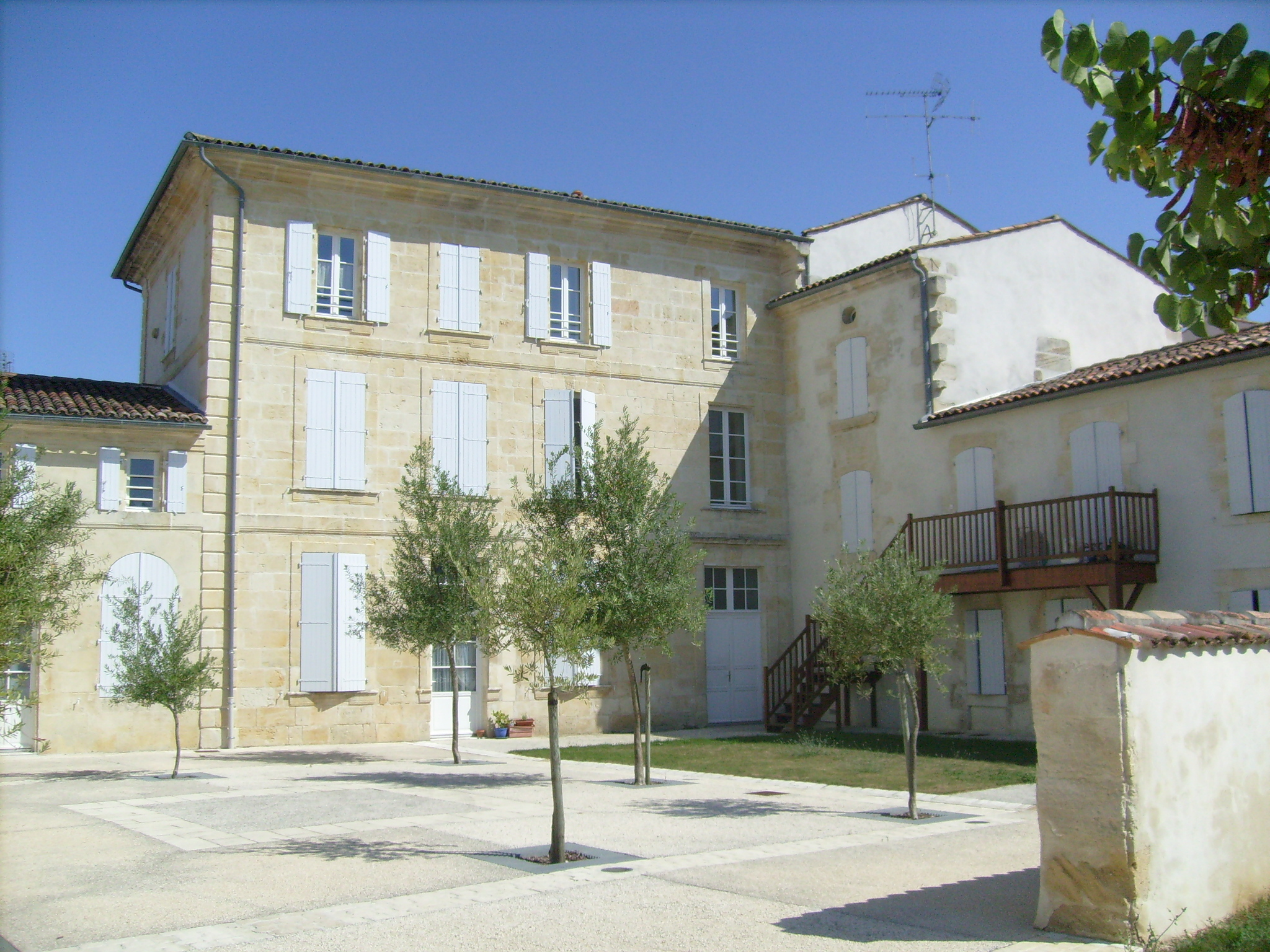
Le bâtiment de la médiathèque est situé au cœur de Gémozac.

La commune de Gémozac dispose d'une bibliothèque municipale, riche de 8 000 volumes et dispose d’un fonds régional important. Cette médiathèque est située au cœur de la ville dans un espace aménagée en 2001, autour d'une cour arborée. Auparavant elle était située dans un bâtiment de la place de Verdun.
- La mairie abrite une collection d’outils datant de la période du paléolithique et fait office de musée pendant la période estivale.

### Les équipements sportifs
Sur le plan sportif, la ville est relativement bien pourvue en équipements, ayant aménagé en premier lieu un terrain de sports et une aire de jeux avec boulodrome.
- Par ailleurs, quatre courts de tennis ont été également mis en place et sont fréquentés assidument par un important club local, le Sporting Tennis Gémoze.

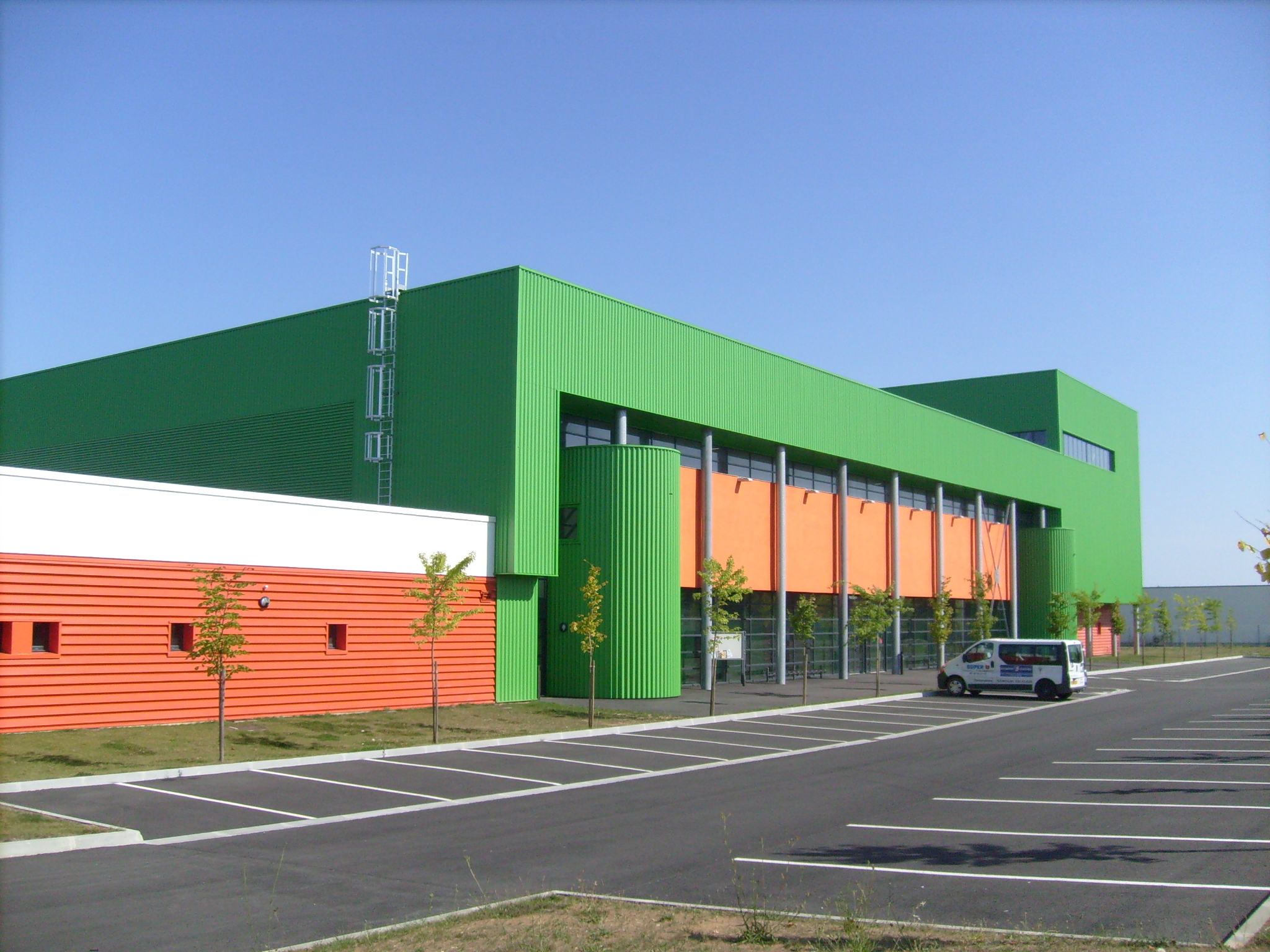
Gémozac est dotée d'une halle de sport permettant notamment la pratique de l'escalade de niveau national.

- En outre, la commune a fait édifier deux importantes structures sportives, la piscine d’été et une halle des sports permettant notamment la pratique de l'escalade.
- Dans cette dernière discipline, Gémozac est devenue un des hauts lieux départementaux, disposant d'un club adhérant à la SAE (Structure Artificielle d'Escalade) référencée « internationale ». Le club sportif Gemozac Escalade et Montagne[67] enseigne l'escalade sur mur et sur site naturel, et prépare à des entraînements en vue de compétitions de haut niveau. Le complexe sportif de Gémozac permet d'organiser des compétitions régionales et nationales, étant doté d'un mur de 16 mètres de hauteur, d'une longueur totale de 55 mètres, et correspondant aux normes SAE type bloc[68].
- Dans la partie gauche du complexe sportif se trouve le dojo de 350 m2 dont 264 m2 de tapis, où sont pratiqués divers arts martiaux comme le Nihon Tai Jitsu[69] avec une cinquantaine d'adhérents ainsi que le judo avec 121 licenciés . Le Kodokan Gémozac Judo organise tous les ans un tournoi régional auquel participent 350 judokas de Charente-Maritime et nord Gironde. Le club de judo propose l'activité taïso (activité de renforcements musculaires)

### L'hippodrome de Gémozac
Gémozac dispose en outre d’un hippodrome créé en 1867 et en activité depuis 1870. Il figure parmi les cinq hippodromes du département de la Charente-Maritime à être homologués au niveau national.
Les courses de chevaux ont lieu régulièrement chaque début d'été à l'hippodrome du Parc de La Pérauderie les deuxième et quatrième dimanches de juin et le deuxième dimanche de juillet. Cette activité fort originale dans le canton rassemble lors des courses de chevaux des milliers de turfistes venant majoritairement du Sud-Ouest de la France. Abrités dans des tribunes récemment rénovées, l'hippodrome peut recevoir un millier de spectateurs. La piste plate est de forme elliptique, sa longueur est de mille mètres et sa largeur de 12 mètres.
Lors des réunions annuelles, l'hippodrome de Gémozac organise dans son programme hippique trois spécialités (trot, galop et obstacles) et un pari mutuel complet fonctionne pour chaque épreuve.

## Culture
Originaires de Gémozac, le groupe de rock festif Les Binuchards à influence celtique, cadienne et charentaise, a su trouver un public dans les Charentes.
La librairie Philippica, installée dans le hameau des Petits Pasteurs, est la principale librairie hippologique de France.

## Personnalités liées à la commune
- Louis Ancelin de Gémozac, ingénieur de la marine puis gouverneur de la Grenade entre 1690 et 1695, auteur d'une relation de voyage en Guinée parue en 1674.
- Jean-Pierre Boisgiraud (1793-1859), physicien et chimiste, doyen de la Faculté des sciences de Toulouse.
- Pierre Jônain, né à Gémozac en 1799 et mort à Royan en 1884, un des premiers folkloristes charentais, a écrit entre autres des pièces comiques et est l’auteur du Dictionnaire du Patois saintongeais, imprimé à Royan, en 1879[74].

## Héraldique
| Blason | Blasonnement : Écartelé : au 1er d'azur au château d'argent maçonné de sable, au 2e bandé d'azur et d'argent à la coquille de gueules brochant, au 3e de gueules à la clef d'argent, au 4e d'argent au cep de vigne arraché au naturel. |